# Barrio del AVE (Milla Digital)

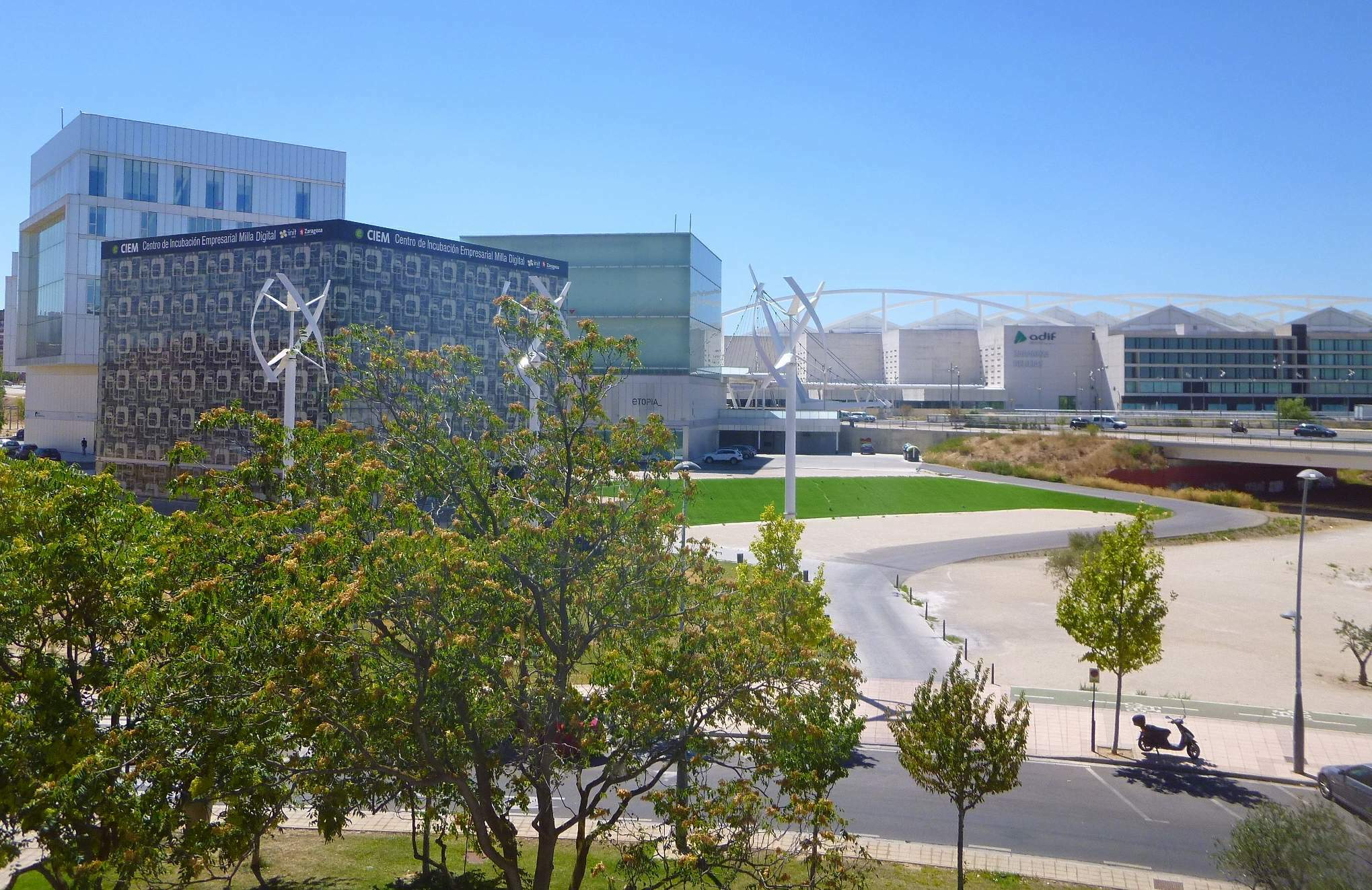
Panorámica de los edificios más representativos de la Milla Digital: Etopia-La Terminal, Centro de Incubación Empresarial Milla Digital (CIEM), Etopia Centro de Arte y Tecnología y la Estación de Zaragoza-Delicias

Barrio del AVE es un proyecto de urbanización en la ciudad de Zaragoza (Aragón), a cargo de la sociedad pública Zaragoza Alta Velocidad, que trata de integrar en el tejido urbano los terrenos anteriormente utilizados por el ferrocarril de RENFE, asignados como áreas "G19/1"(El portillo) y "G44/2" (la estación del Portillo y sus cercanías).
Estos terrenos, con unos grandes desniveles dificultaron durante más de un siglo la comunicación entre los barrios de Delicias y La Almozara.
La llegada del tren de alta velocidad a la capital aragonesa, la necesidad de comunicar los accesos principales de la ciudad con el recinto de la EXPO 2008 -a escasos metros-, y el crear una vanguardista y moderna entrada para la ciudad, fueron los principales motivos para impulsar la recuperación de esta degradada zona, que necesitaba ser reconstruida.
En 2003 entró en servicio la nueva Estación Intermodal Zaragoza-Delicias.

## Historia urbanística
La llegada del ferrocarril a Zaragoza en el siglo XIX, supuso un cambio en la expansión urbana de la ciudad y la velocidad a la que ésta cambiaba y se comunicaba con otras, saliéndose por primera vez de la muralla cristiana y edificando fuera de ella viviendas y fábricas, que más tarde constituirían los barrios de Delicias y Almozara.
La Almozara surgió como unas casas cercanas a la fábrica de compuestos y abonos conocida como "La Química", inaugurada pocos años más tarde de la llegada del ferrocarril, y muy próxima a la Estación del Campo Sepulcro y a la Aljafería.
En la segunda mitad del siglo XX, se construyó una estación a escasos metros al sudeste de la anterior, que funcionó con éxito hasta 2003. También se construyeron dos estaciones más, de uso privado, una detrás de una fábrica de suministros energéticos y otra al este de la Aljafería.
En la década de los 90 el Ayuntamiento de Zaragoza se planteaba la viabilidad de una nueva estación que hiciera las funciones de todas las demás anteriores y posibilitase el intercambio de todo tipo de medios de transporte terrestres.
Así, tuvo lugar la construcción de dicha estación a partir del año 2000, para inaugurarse en 2003.
Para principios del siglo XXI, toda la zona quedó como una extensión desértica en desuso superior a las 100 ha de extensión.
Por ello se creó Zaragoza Alta Velocidad, sociedad pública encargada de la gestión y urbanización del entorno.

## La Milla Digital
La Milla Digital es una propuesta del Ayuntamiento de Zaragoza en colaboración con otras instituciones que pretende hacer que este nuevo barrio disponga de un atractivo turístico y empresarial, gracias a ventajas como Mobiliario Urbano interactivo, diseño urbano, un marco digital, internet inalámbrico de alta velocidad, 3.696 viviendas dómoticas, oficinas, y la propia estación. La propuesta se realizó en marzo de 2006 con la colaboración del equipo de investigación del MIT, el equipo del Ayuntamiento de Zaragoza y de Zaragoza Alta Velocidad 2002.
El nombre Milla Digital hace referencia a la franja de terreno de aproximadamente 1600 metros (una milla) liberada tras ser demolida la vieja estación del Portillo y soterrarse las vías de la zona.
Hay un concepto general de enfoque de código abierto en su diseño, operatividad y programación.
Se refiere a los medios que responden a los usuarios, siendo posible modificar dichos códigos de modo que den cabida a diferentes actividades, permitiendo que el usuario mejore su capacidad de interacción, ayudándole a construir y a desvelar narrativas sobre el pasado y el presente de la ciudad. De esta manera, el código abierto puede ayudar a crear un sentido de pertenencia entre las personas, además de ayudar a superar el miedo a la tecnología, logrando atraer al ciudadano de una forma positiva.

## Componentes
Pueden distinguirse cuatro grandes zonas en el barrio (de Oeste a Este):

### Zona Oeste
Viviendas agrupadas en catorce manzanas en forma paralela al C.C. Augusta.
Este barrio se caracterizará por tener zonas verdes integradas en las manzanas y por una hilera de torres de 15 alturas paralelas a la autopista AP-68.

### Zona Central

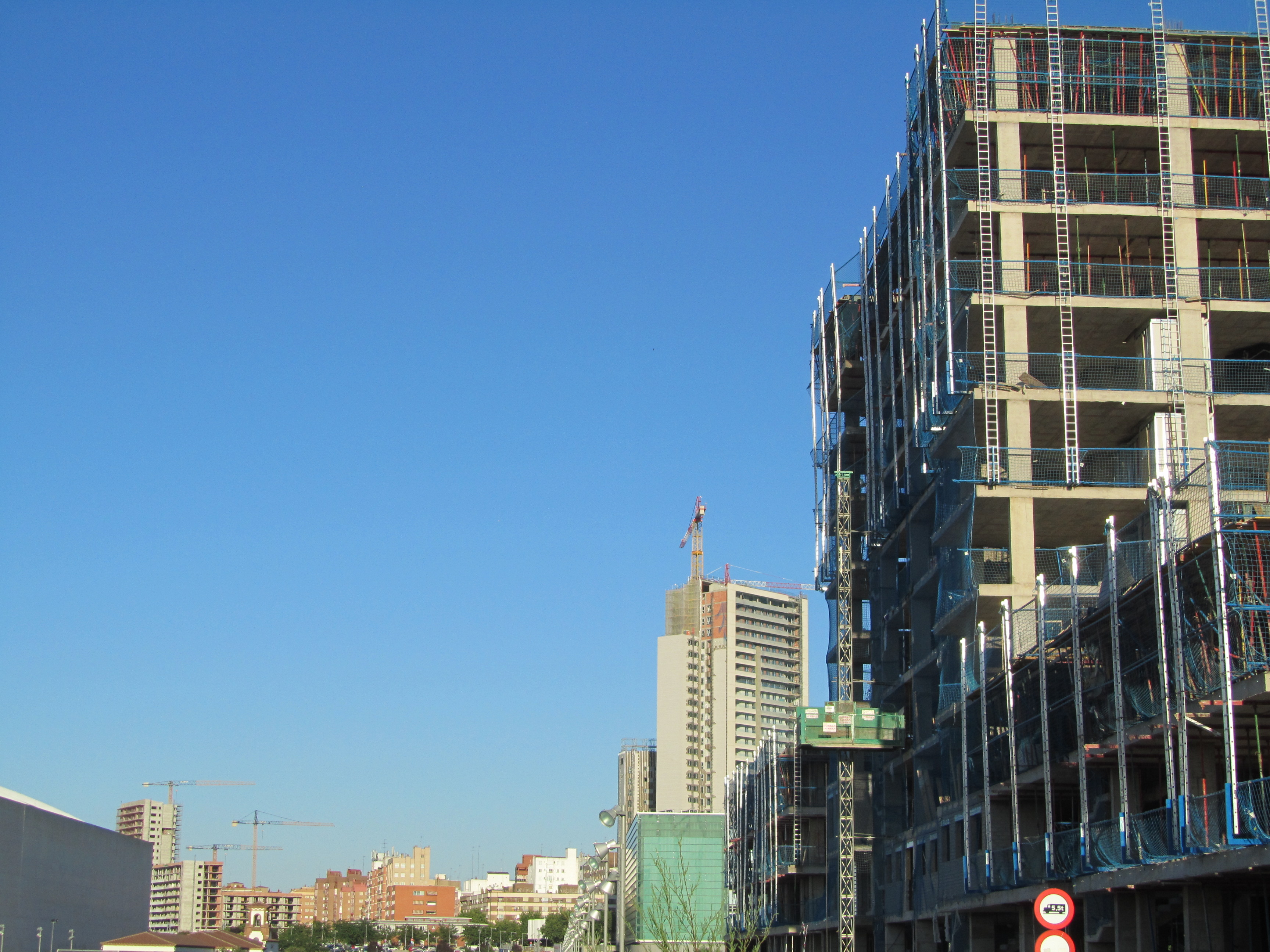

La Estación Delicias, con la plaza de la estación, una formación de edificios de viviendas al sur, un centro sanitario y dos torres de grandes dimensiones.

### Zona Este
Cuatro Manzanas que albergarán 700 viviendas frente a un paseo del Agua, una plaza, y el Centro de Arte y Tecnología de Milla Digital.

### Zona del Portillo
Será un parque en el centro de la ciudad que contará con "La Mediateca" de Milla Digital, una gran torre de oficinas, un intercambiador de transportes, equipamientos y viviendas.

## Equipamientos operativos
En 2016 estaban operativos la Estación Delicias, la estación de cercanías del Portillo, la pasarela peatonal, CIEM, Etopia, el centro de salud Almozara, el Caixa Fórum Zaragoza y el paseo del Agua.

### Estación Delicias
La Estación de Zaragoza-Delicias es una estación de ferrocarril construida para el Gestor de Infraestructuras Ferroviarias (GIF) y perteneciente en la actualidad al Administrador de Infraestructuras Ferroviarias (ADIF). Se trata de un edificio de gran envergadura inaugurado el 7 de mayo de 2003, que alberga, desde el 5 de mayo de 2007, la estación Central de Autobuses de Zaragoza dotando de una amplia intermodalidad al recinto.
Dispone de 18,8 ha repartidos entre los servicios destinados a visitantes en general y los espacios ocupados directamente para funciones de transporte. Sólo para el transporte ferroviario cuenta con diez vías, con una longitud para cada andén de 400 m. 
La cubierta principal tiene una superficie de 40 000 m² y está compuesta por una malla triangular a modo de tablero de ajedrez, de triángulos alternos de luz y de sombra, que dotan a la estación de luz natural. En la zona central de andenes la altura del techo llega a ser de 30 metros, en una zona donde no existe ni un solo pilar que sustente las 4 ha de techo plagado de lucernarios dispuestos en forma de malla triangular.
Fachada y acceso.
Obtuvo el Premio FAD de Arquitectura en 2004 y el Premio Brunel en el año 2005 en su 22.ª edición.

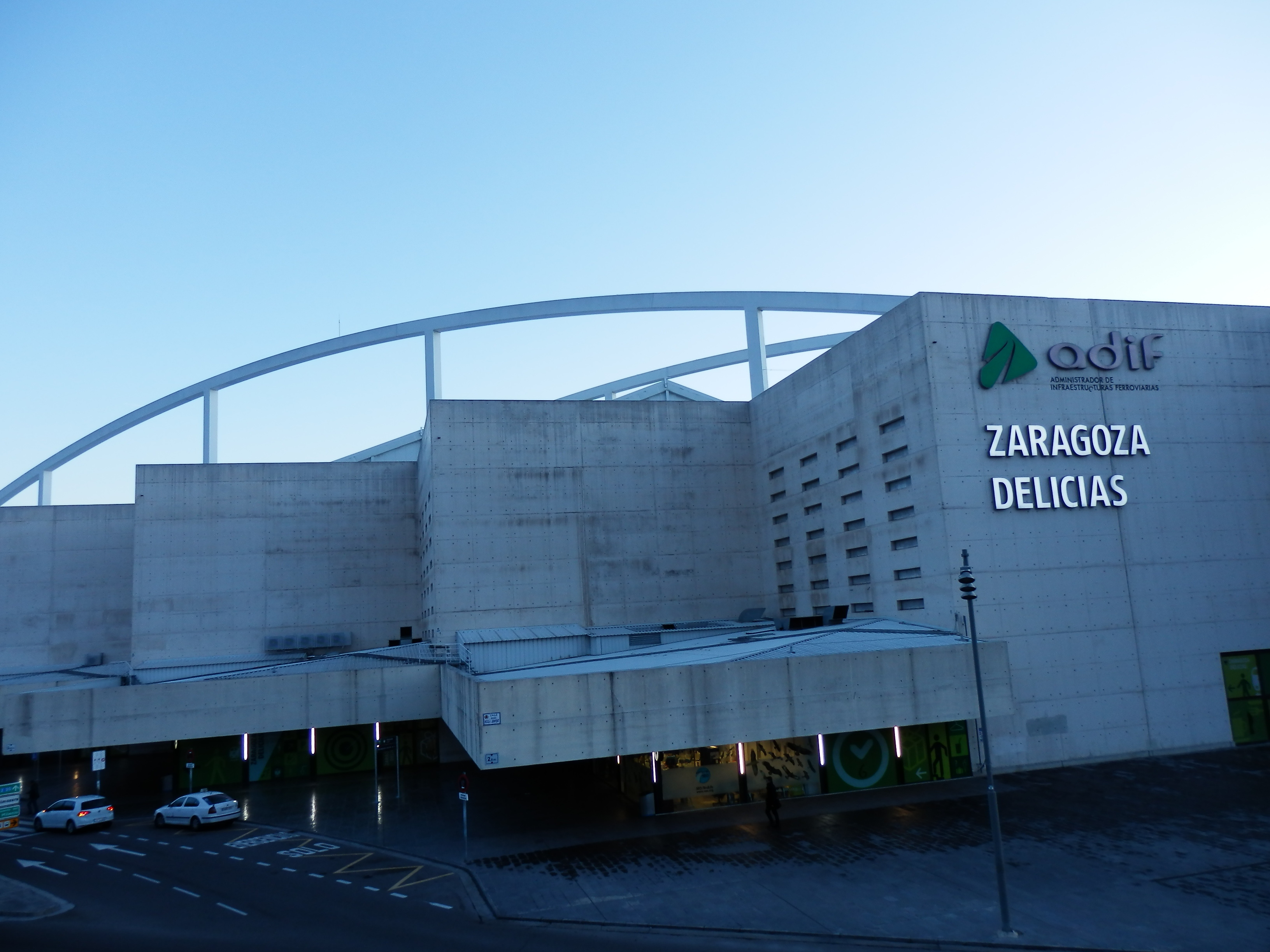
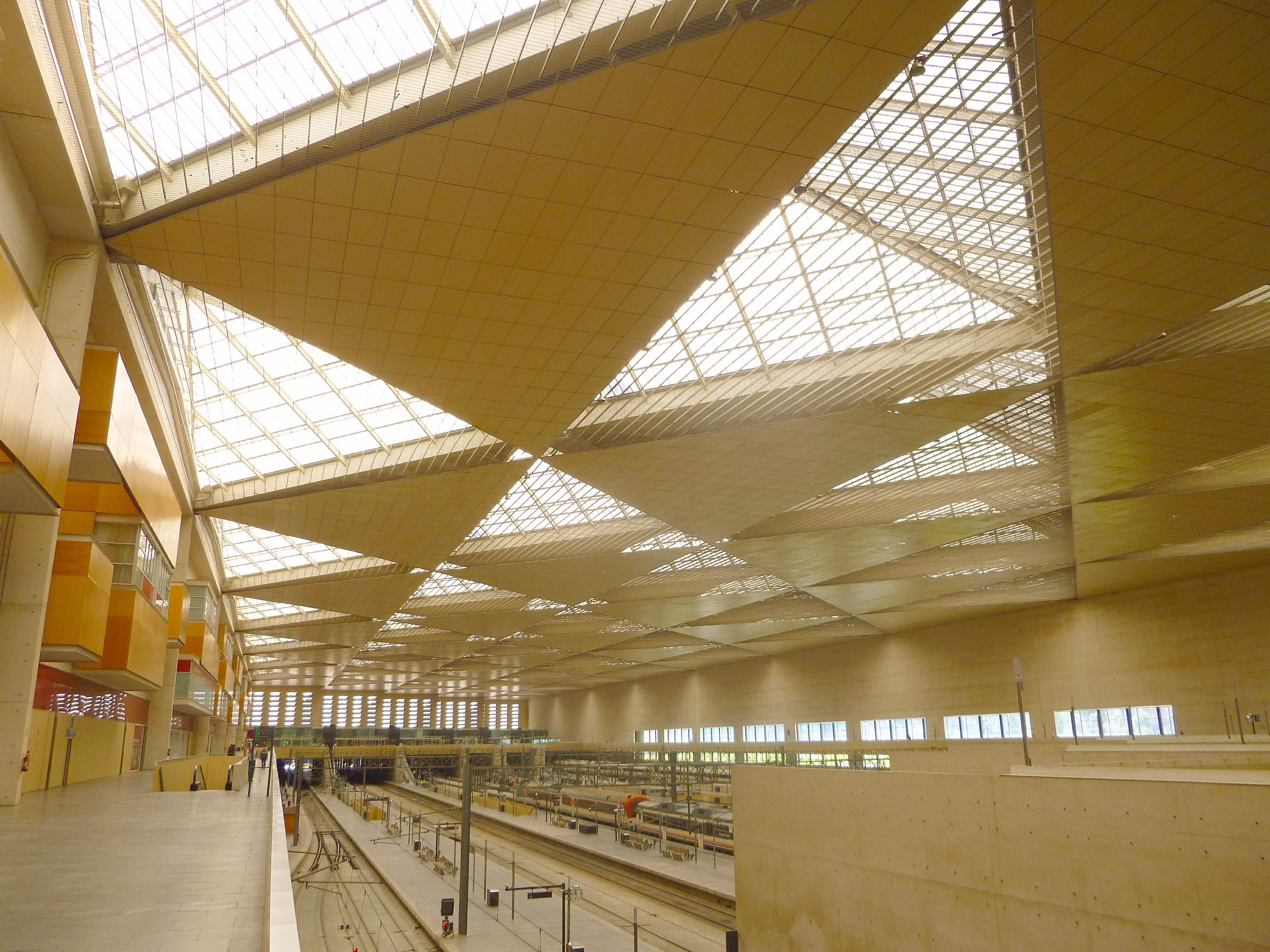
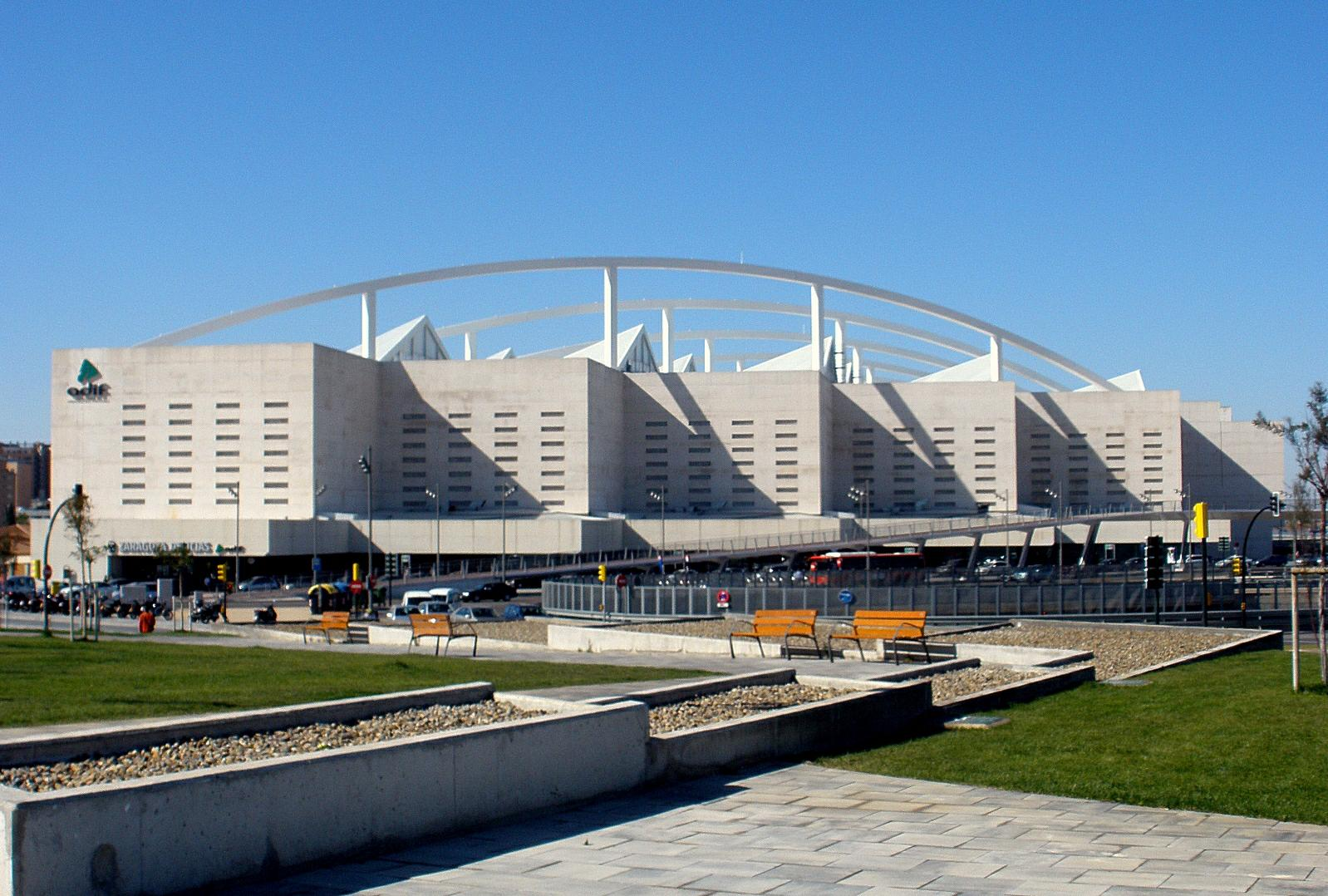
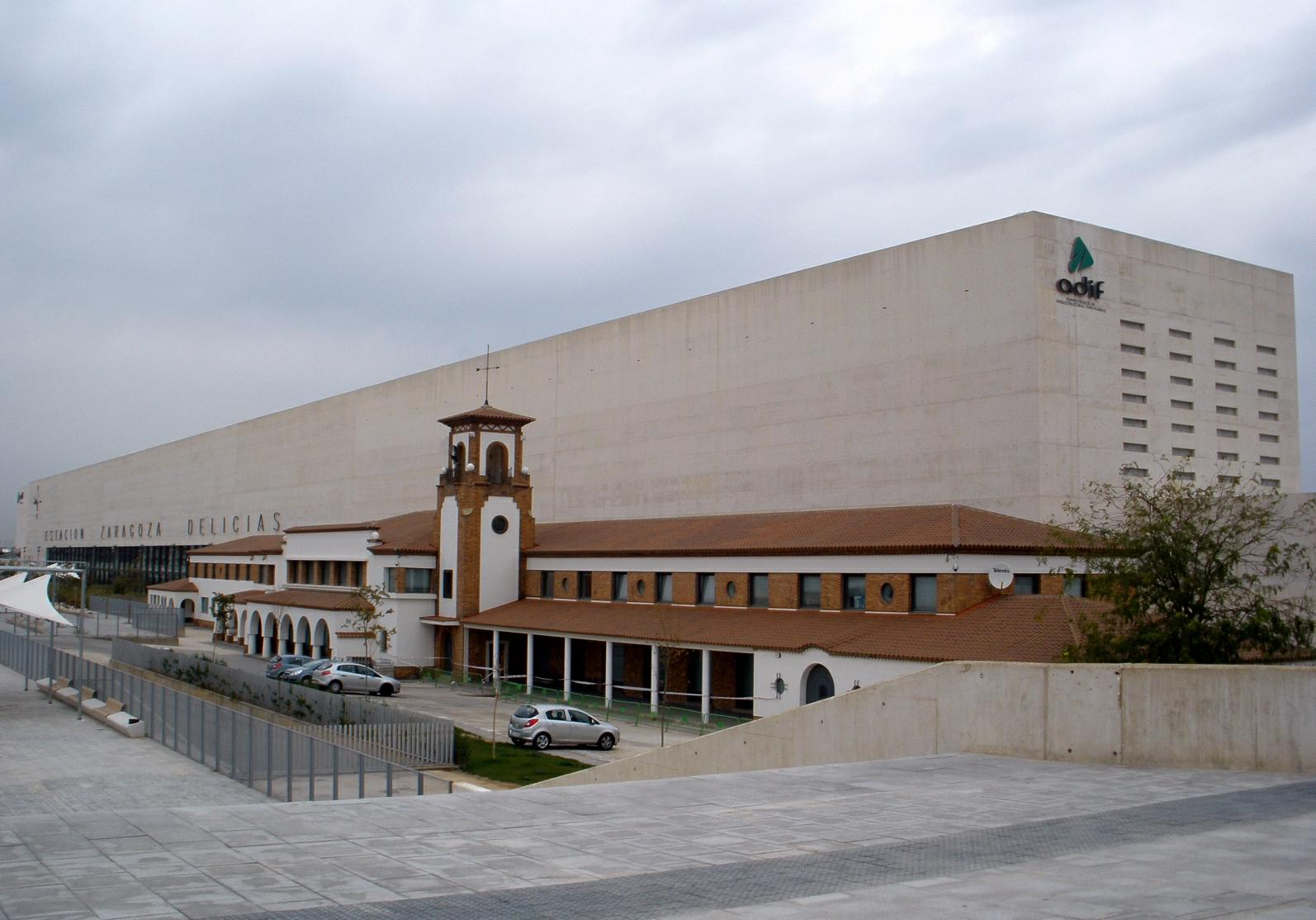

### Etopia
El Centro de Artes y Tecnologías de la Comunicación abrió sus puertas en 2013. Un año más tarde fue puesto en marcha La Terminal, edificio adyacente concebido como la "incubadora empresarial" de Etopia.
Etopia es un equipamiento de nueva generación diseñado para albergar y promover los proyectos creativos y emprendedores más innovadores dentro del área de Milla Digital, en el ámbito de los sectores de contenidos, multimedia y 3D, arte, videojuegos, diseño, etc.
Etopia tiene una superficie total construida de más de 16 000 m² (13 000 m² útiles). Funciona al mismo tiempo como centro de cultura contemporánea, escaparate de las expresiones artísticas más vanguardistas, taller para creadores y tecnólogos, espacio de formación especializada en los nuevos ámbitos surgidos por la intersección del arte y la tecnología, laboratorio de ideas para la ciudad digital e incubadora de nuevas empresas del sector de los contenidos.
Dispone de la «Residencia Digital Creadores» con 36 plazas para creadores, investigadores y emprendedores con espacios de interacción para cocreación y desarrollo de productos/servicios conjuntos. Es el elemento diferencial de Etopia, esencial para trabajar en red con otros centros, y para atraer talento, artistas e investigadores. La residencia colabora activamente con las universidades locales y con centros de investigación para albergar programas en común.
La «Fachada Media» es una doble «macropantalla urbana» de 20 x 20 m para proyectar contenidos desarrolladas en el centro, o en sus ámbitos de trabajo. La exhibición inaugural fue realizada el 9 de noviembre del 2013 a cargo de los artistas Ignacio Alcántara (República Dominicana), Brisa MP (Chile), Yamil Burguener (Argentina), Arcángel Constantini (México), Alejo Duque (Colombia), Álvaro Pastor (Perú), Hernan Bula, Laura Colombo, Mauro Páez (Argentina), y Juan Sorrentino (Argentina), Javier Galán comisario del proyecto y Néstor Lizalde coordinador técnico, dentro de la programación del V Congreso Iberoamericano de Cultura. Actualmente la «Fachada Media» es un vehículo muy útil para mostrar la creatividad de artistas y desarrolladores, así como una tarjeta de presentación de cara a la ciudad y a sus visitantes.
Tiene exposiciones de Arte y Tecnología en una superficie de 2800 m². Los ciudadanos pueden conocer lo que se crea y produce en el mismo, así como exposiciones ligadas a la difusión y la divulgación científica y tecnológica, y otras de carácter temporal, vinculadas al arte y la tecnología.

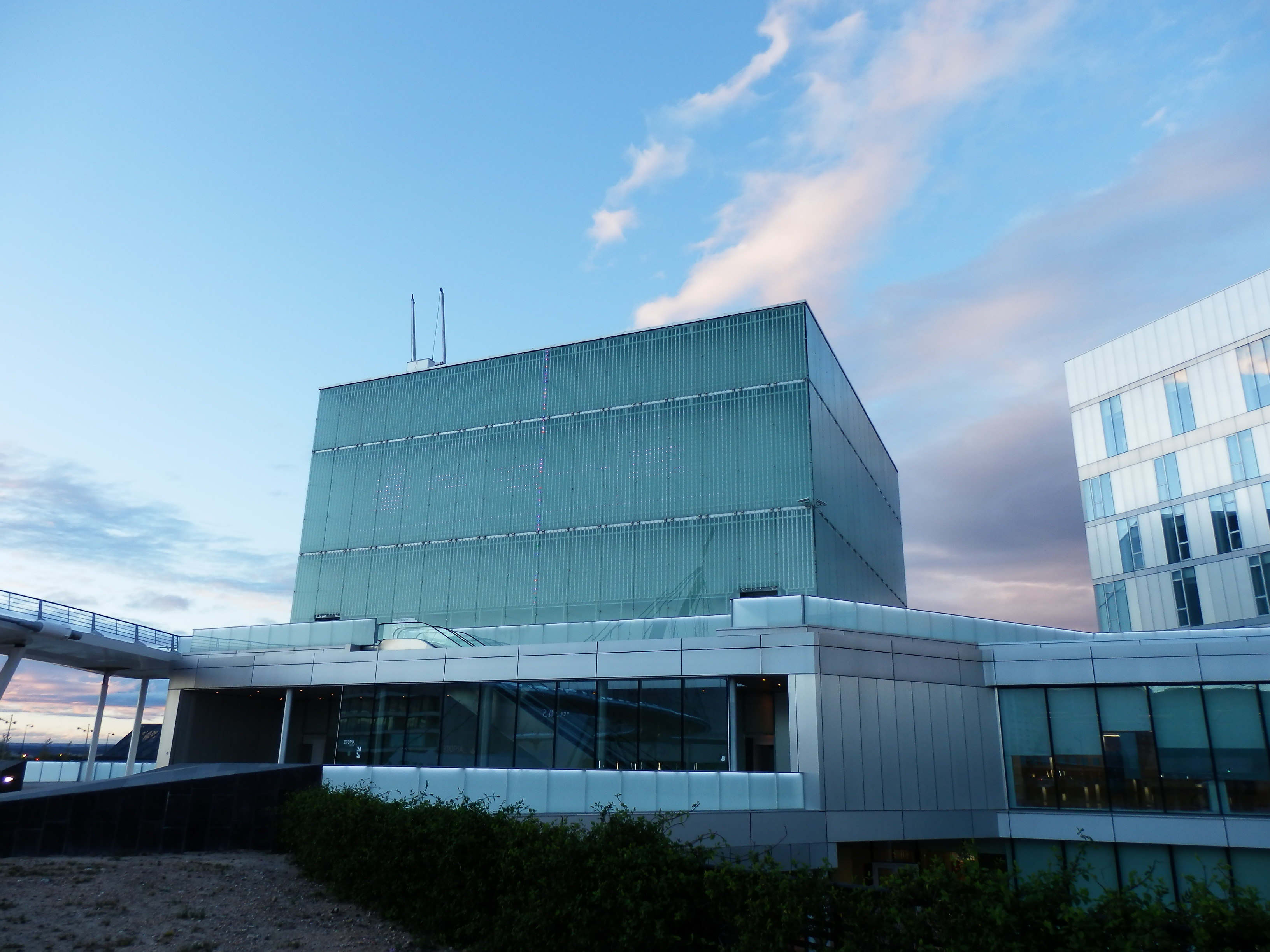
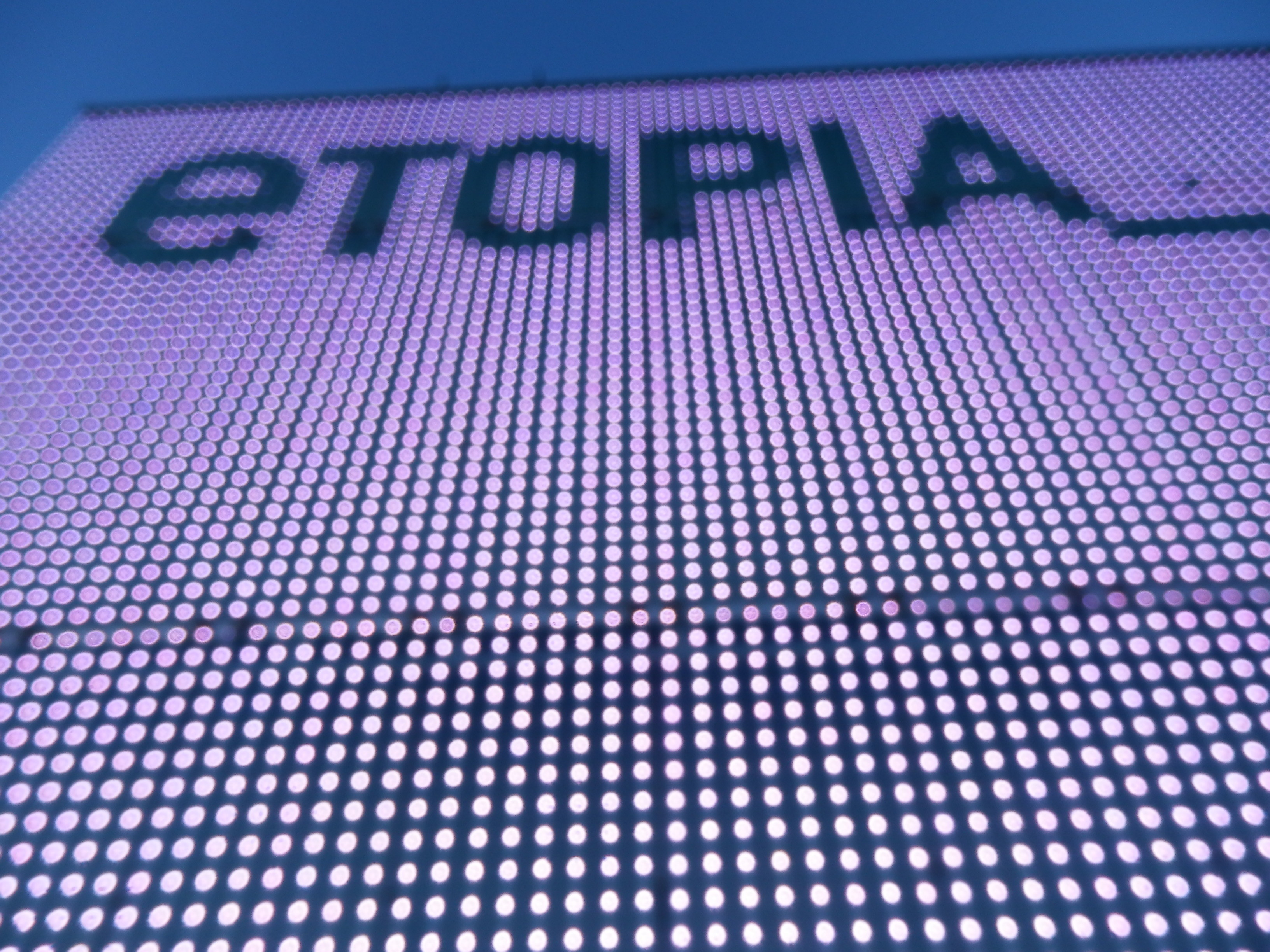
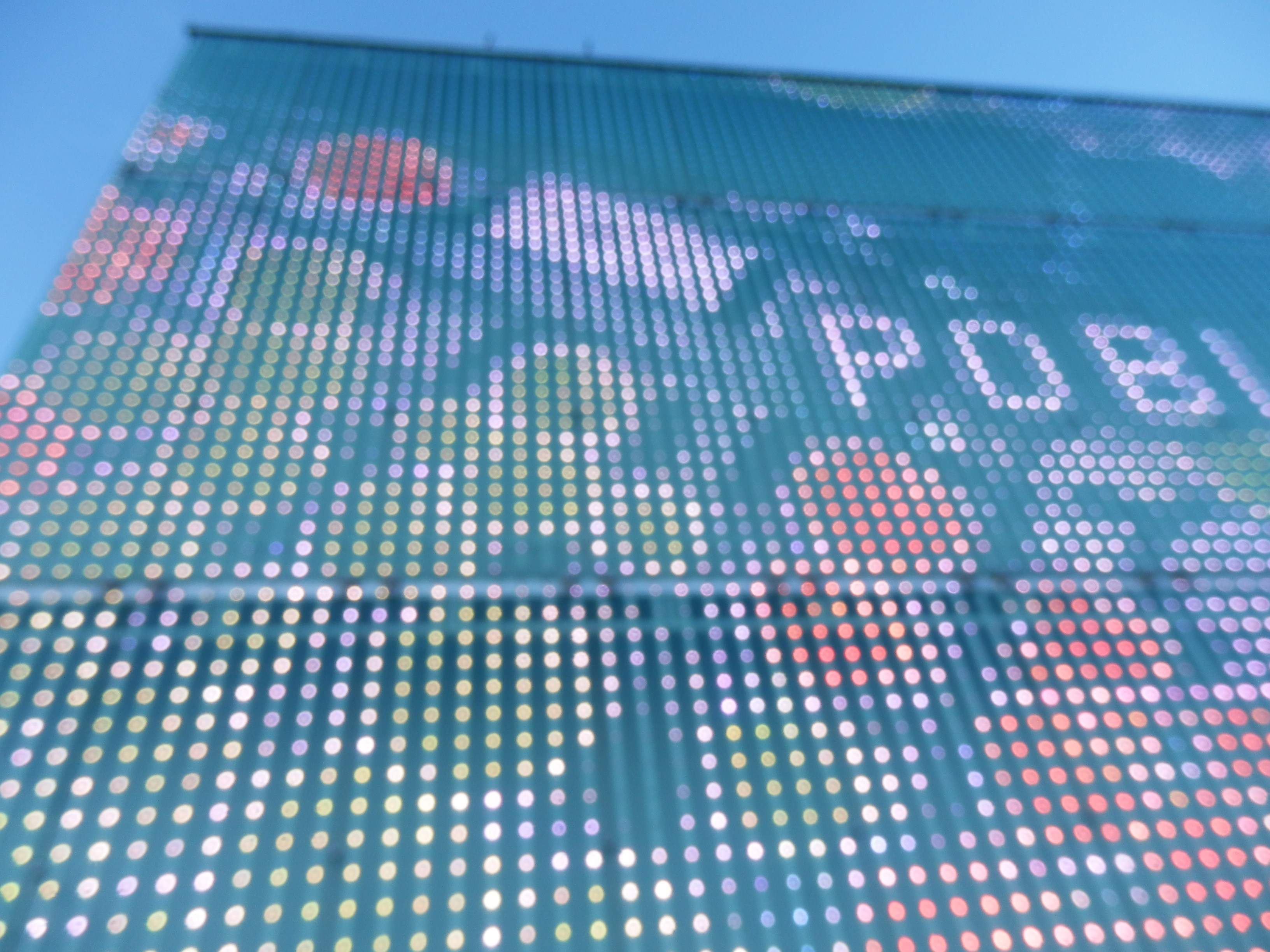
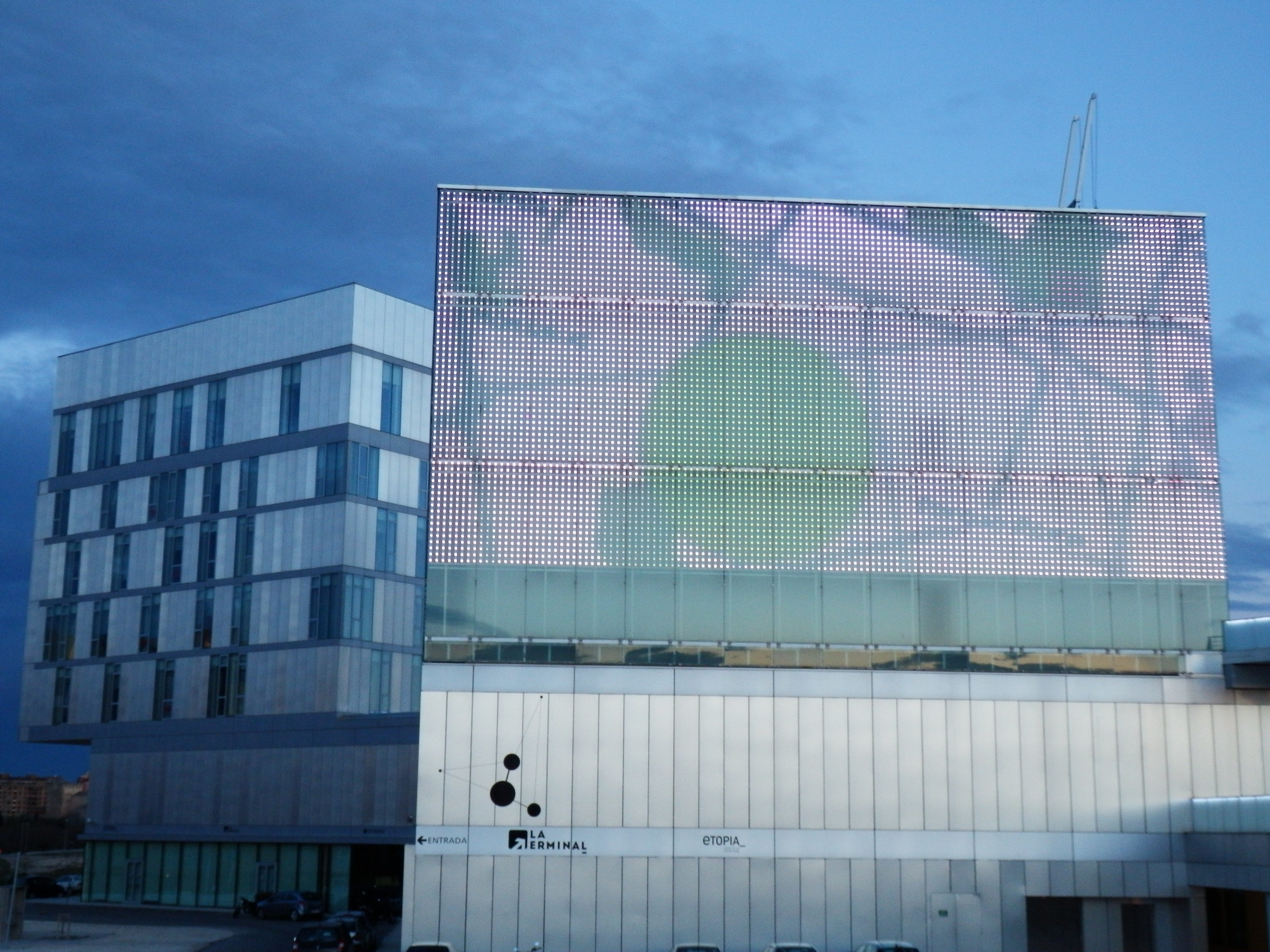
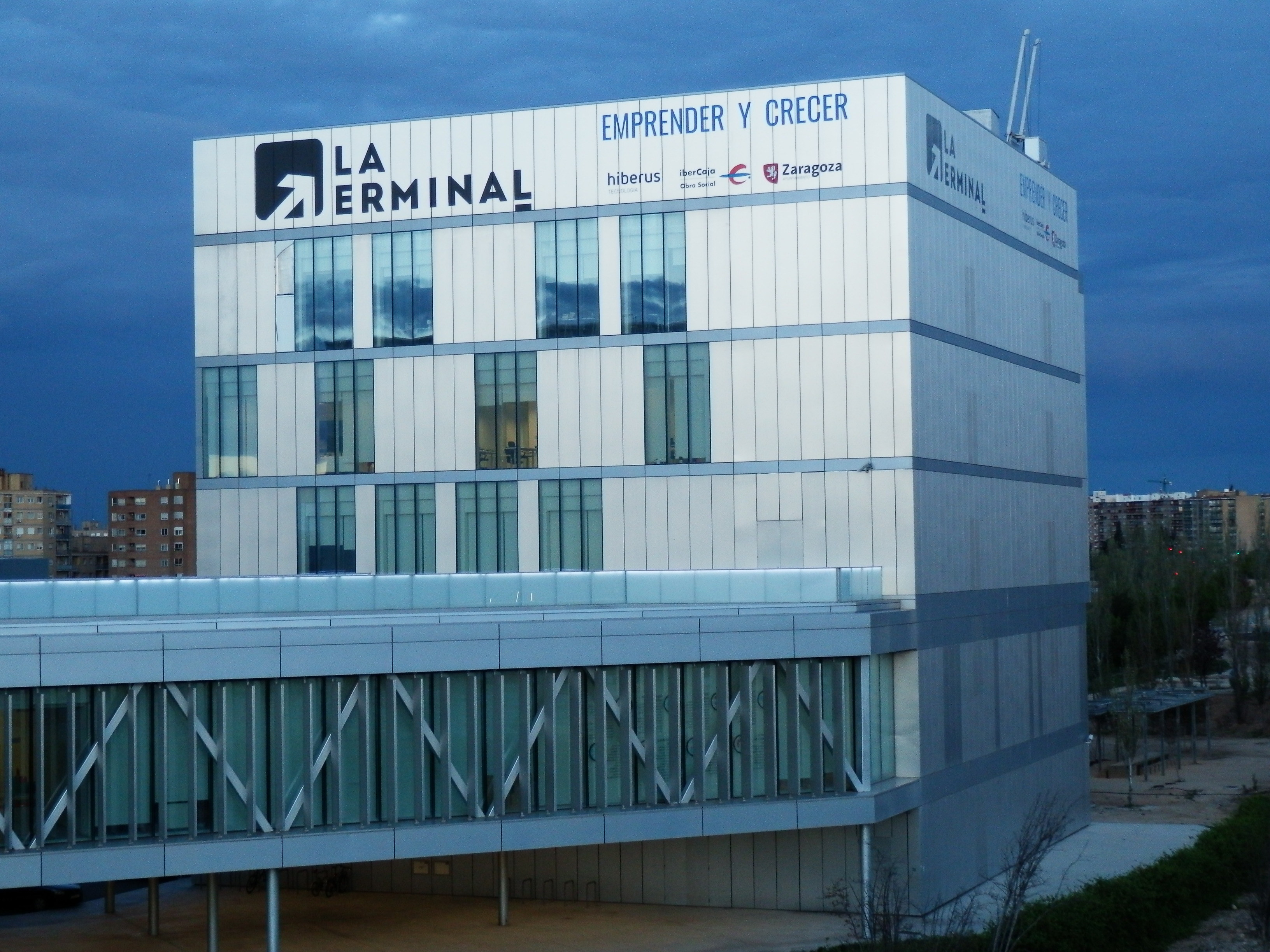
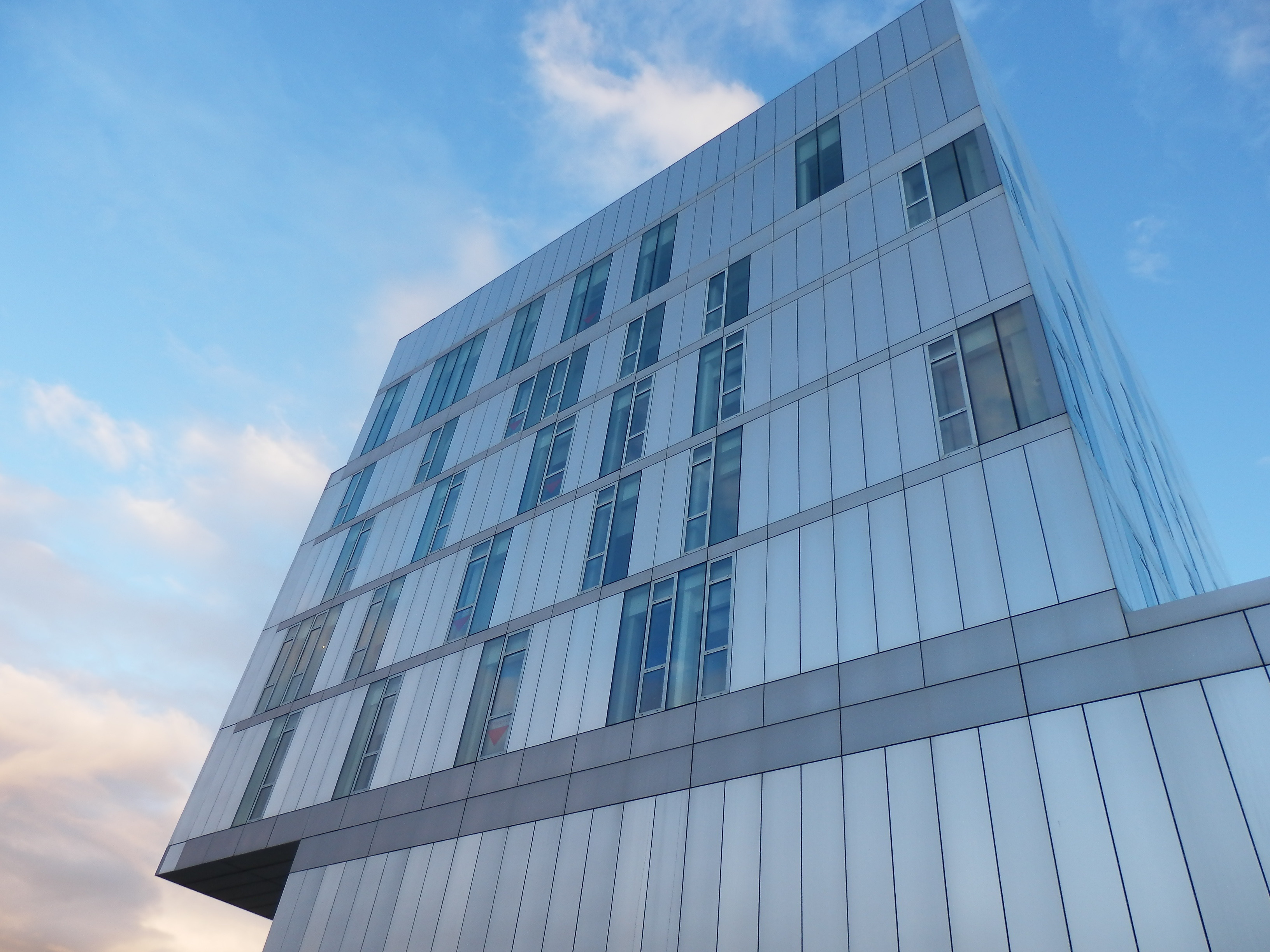
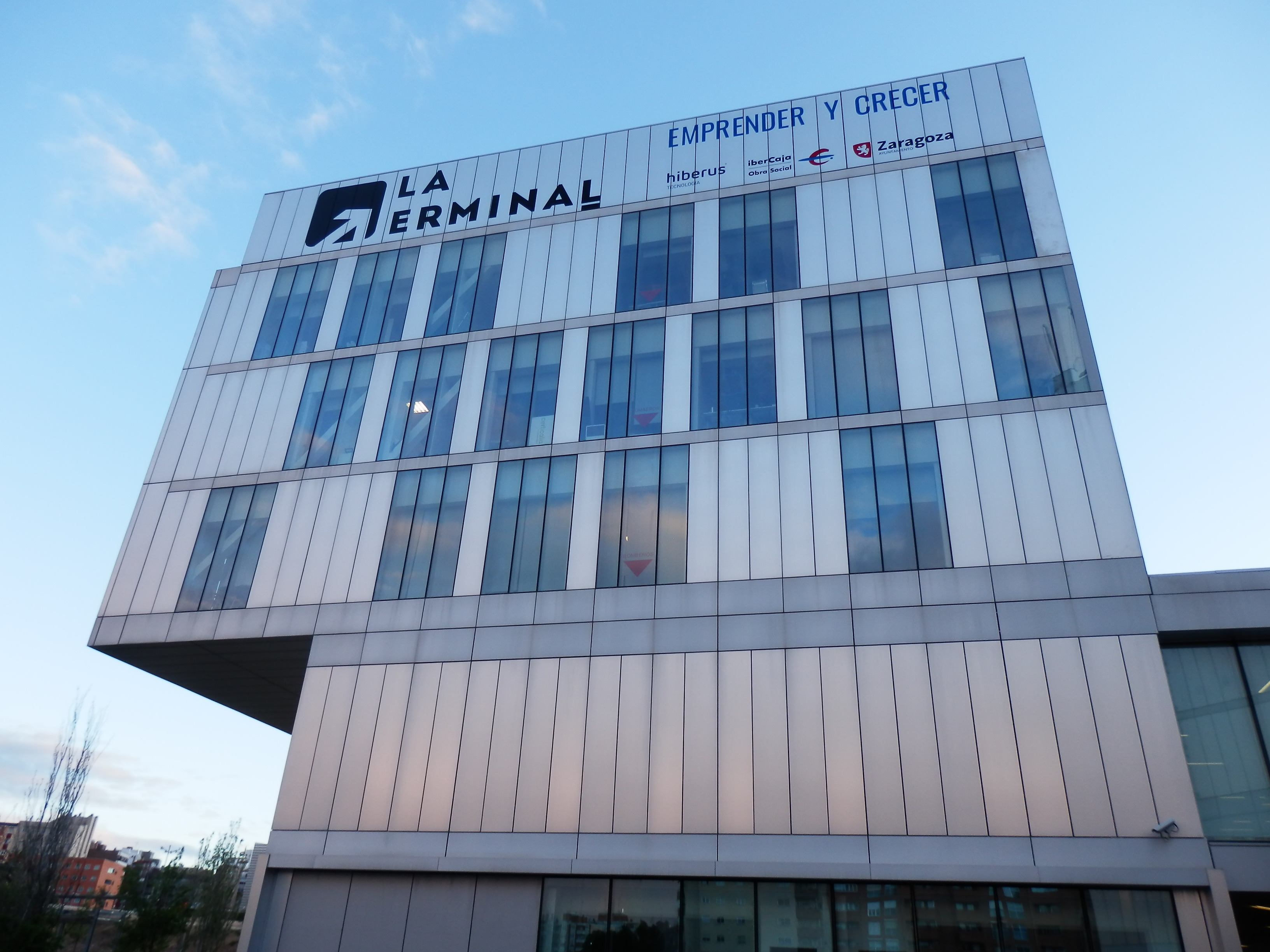
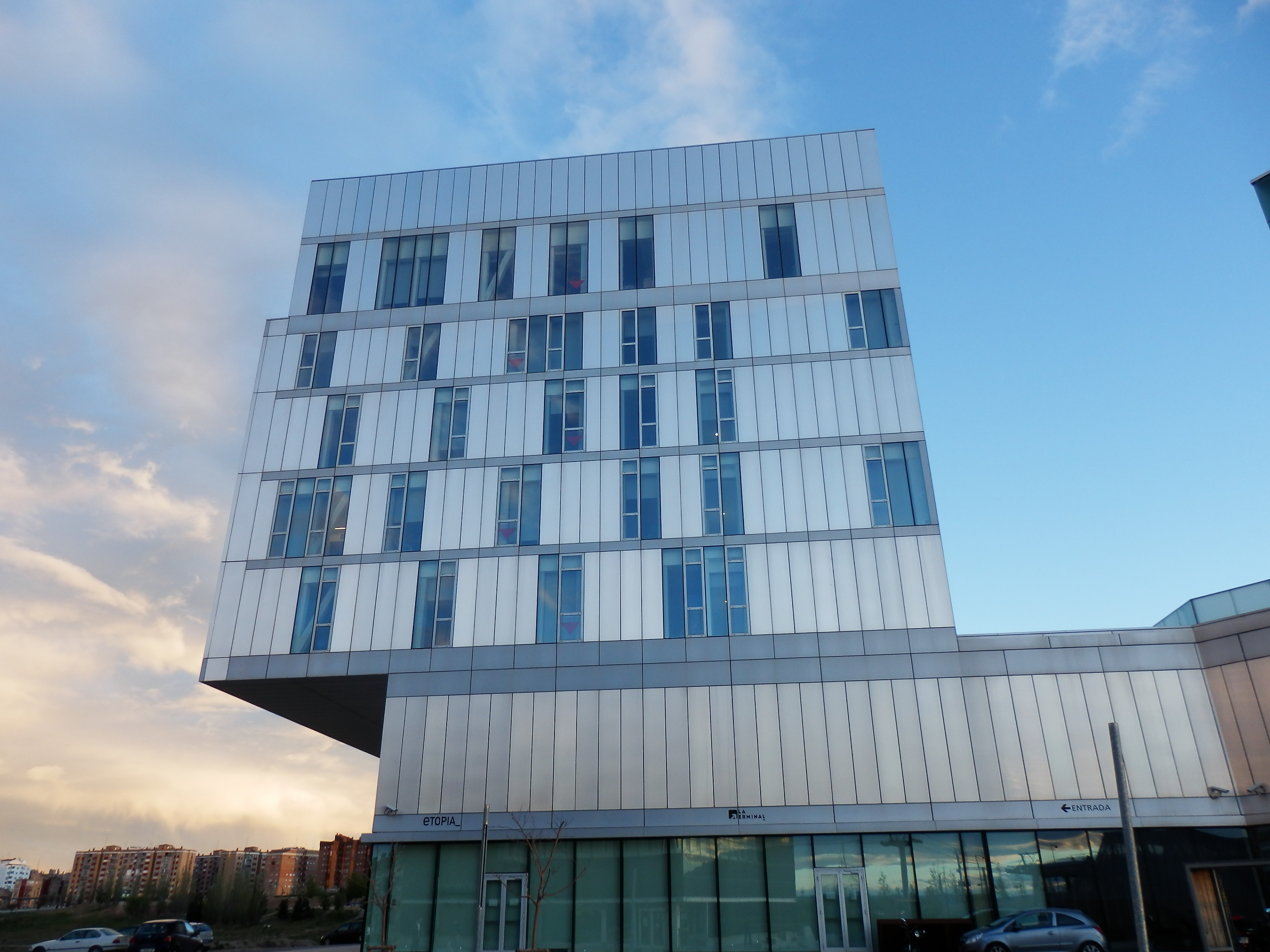

### CIEM
Inaugurado en marzo de 2011, el Centro de Incubación Empresarial Milla Digital (CIEM) es una incubadora del Ayuntamiento de Zaragoza, gestionada por la empresa Init. Tiene por objetivo el emprendimiento, la innovación y la creatividad en el trabajo.
Facilita el alojamiento y diversos servicios a las empresas de reciente creación y a los profesionales libres. Además les ofrece un plan estratégico de acompañamiento empresarial para que su desarrollo sea más adecuado.
Tiene como objetivos:
- Apoyar la innovación tecnológica
- Impulsar la difusión social de las nuevas tecnologías
- Reforzar el protagonismo de la ciudad
- Dar protagonismo a la sostenibilidad ambiental y económica

El Centro de Incubación Empresarial Milla Digital se ubica en el edificio Cero Emisiones en el número 7 de la avenida de la Autonomía de Zaragoza.

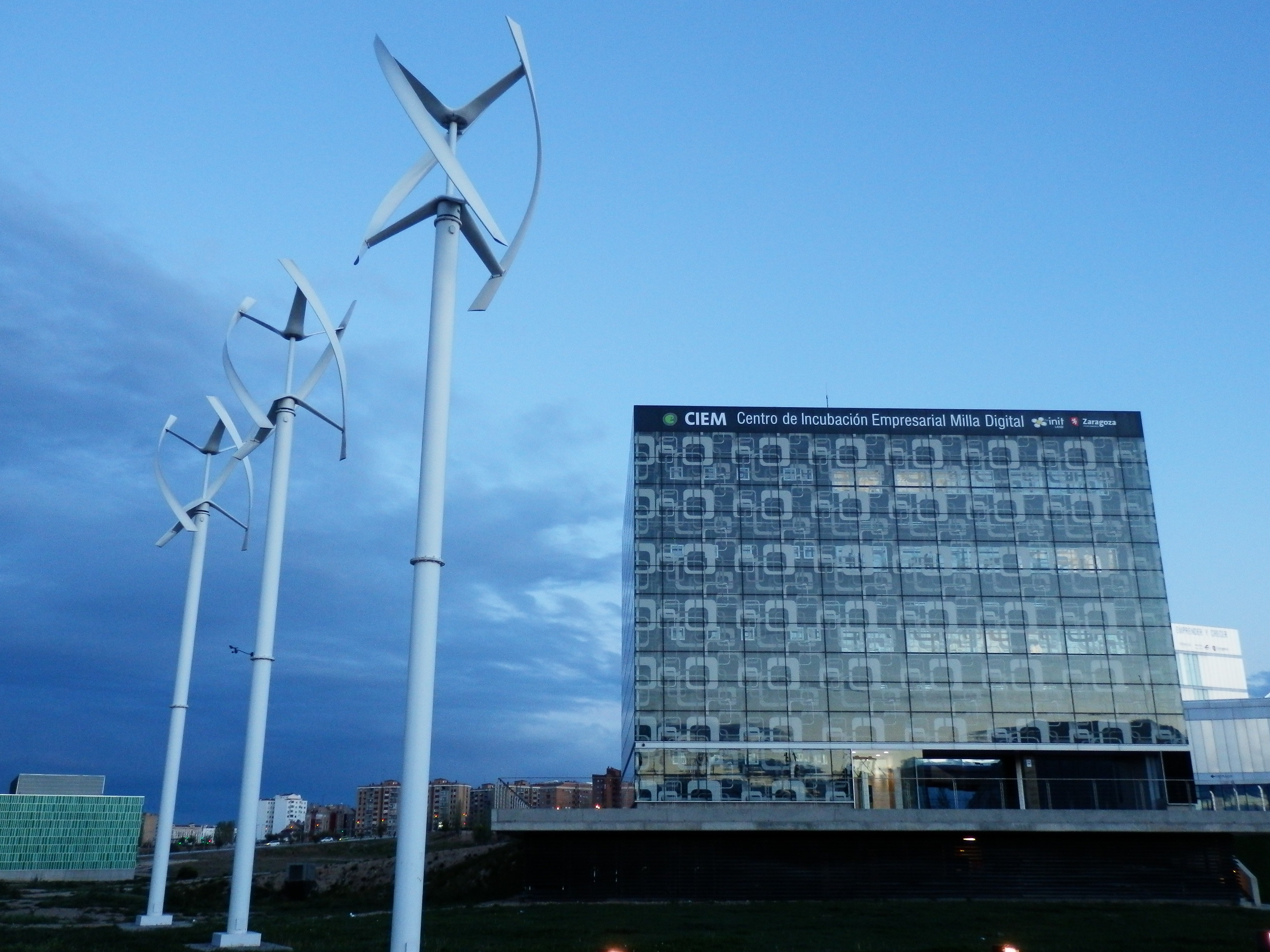
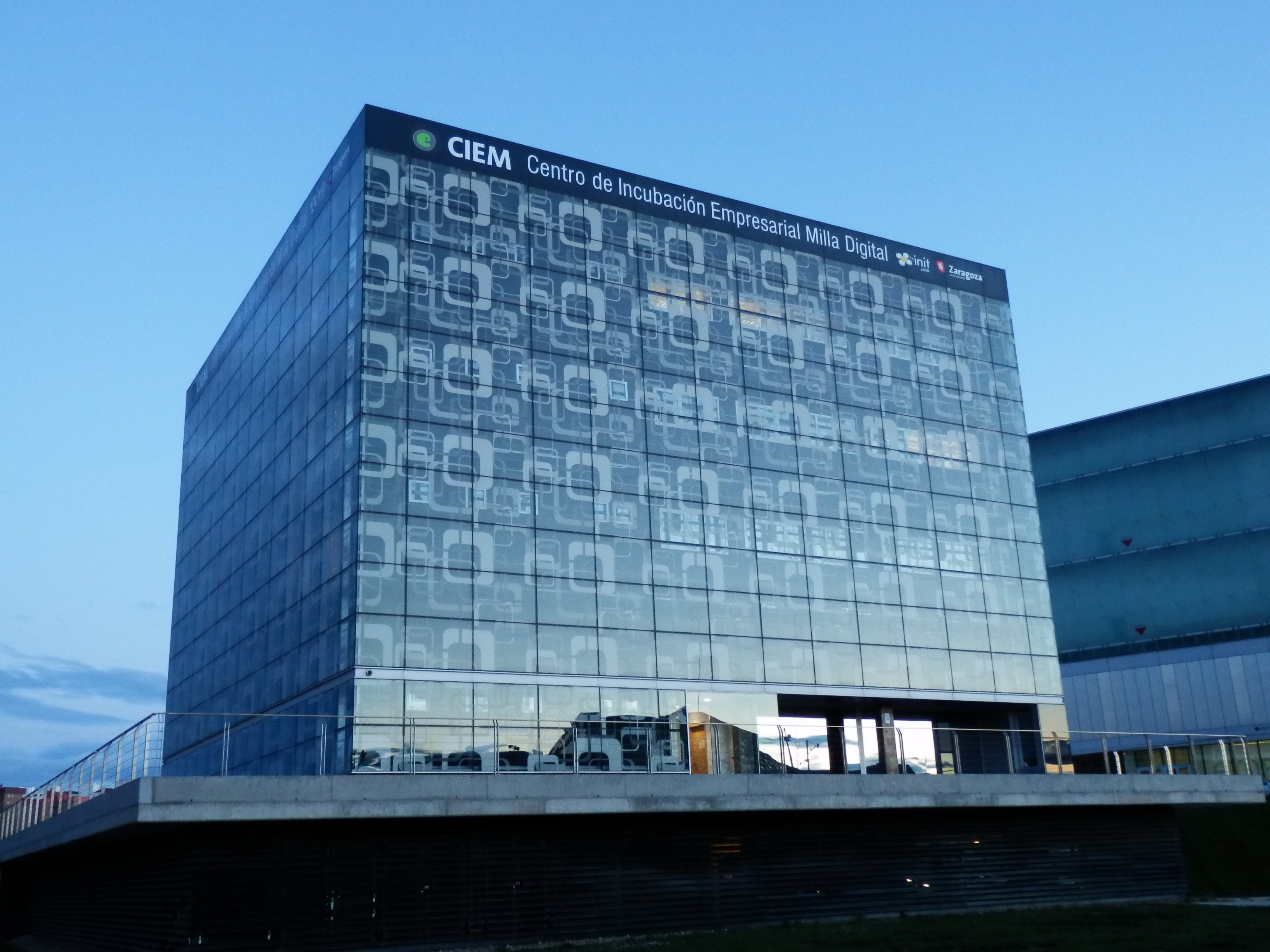
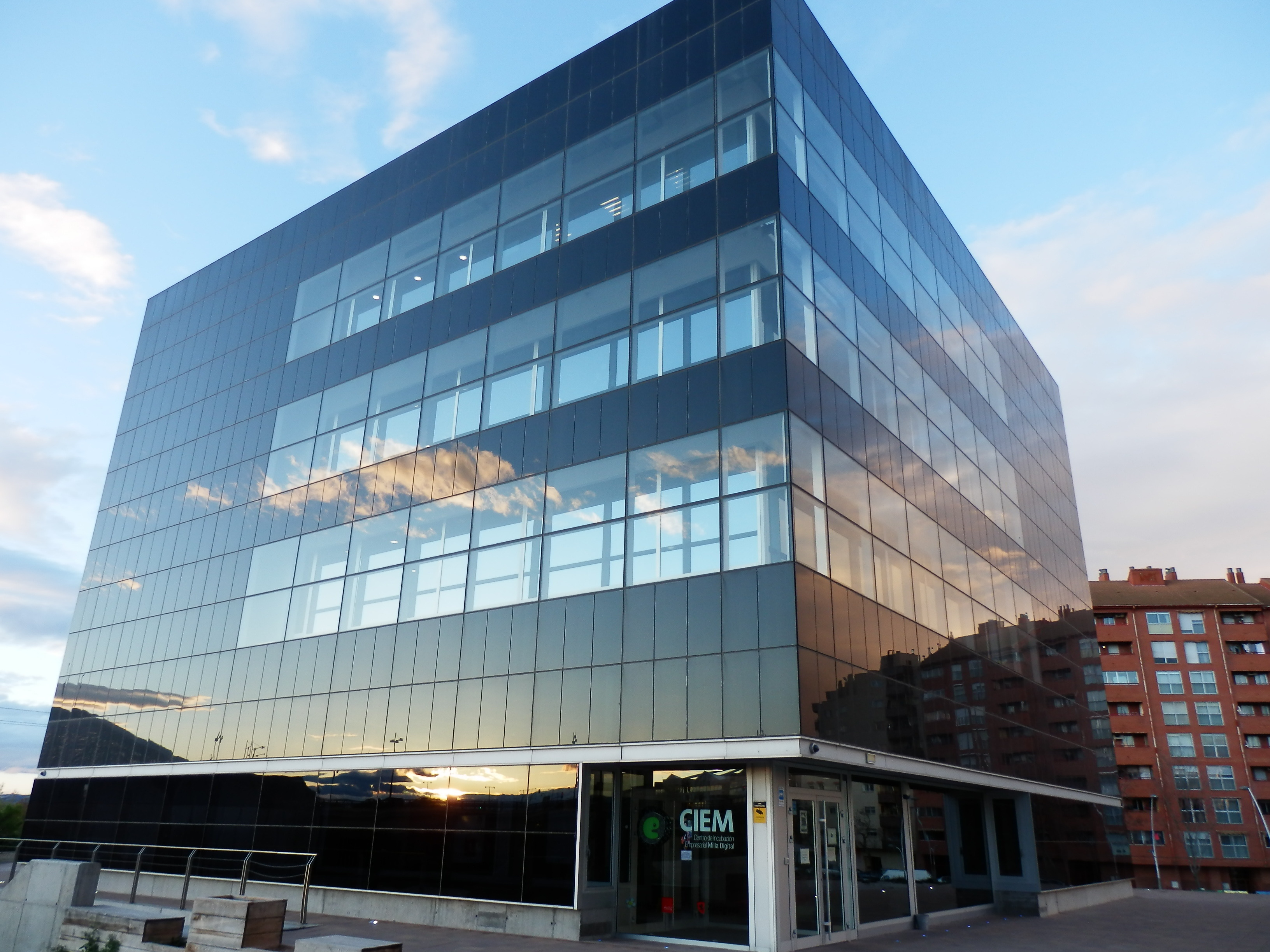
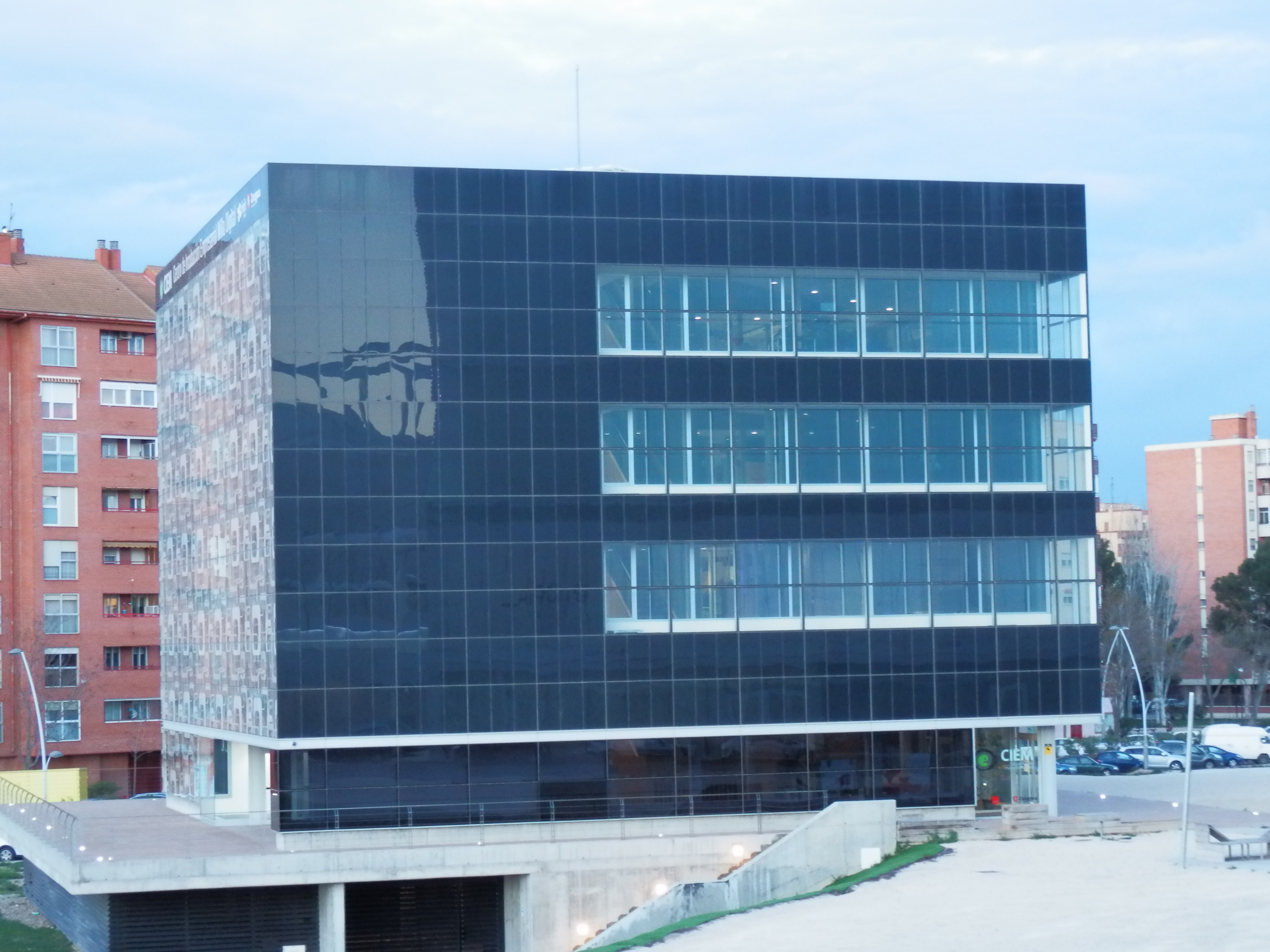

### Puente peatonal
Une la estación Delicias con el sistema de senderos del paseo del Agua. El puente sirve como puerta de entrada simbólica a Zaragoza.

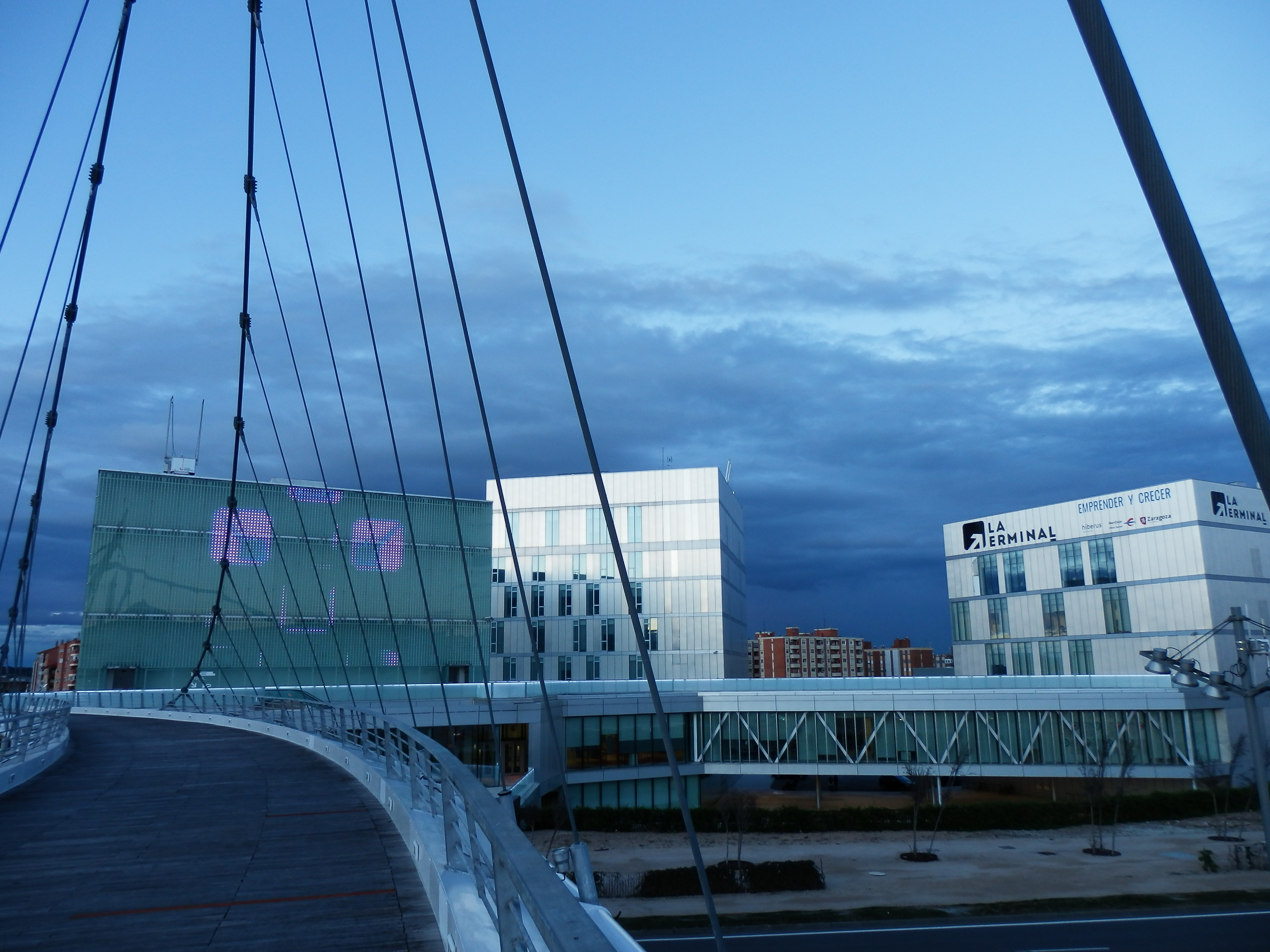
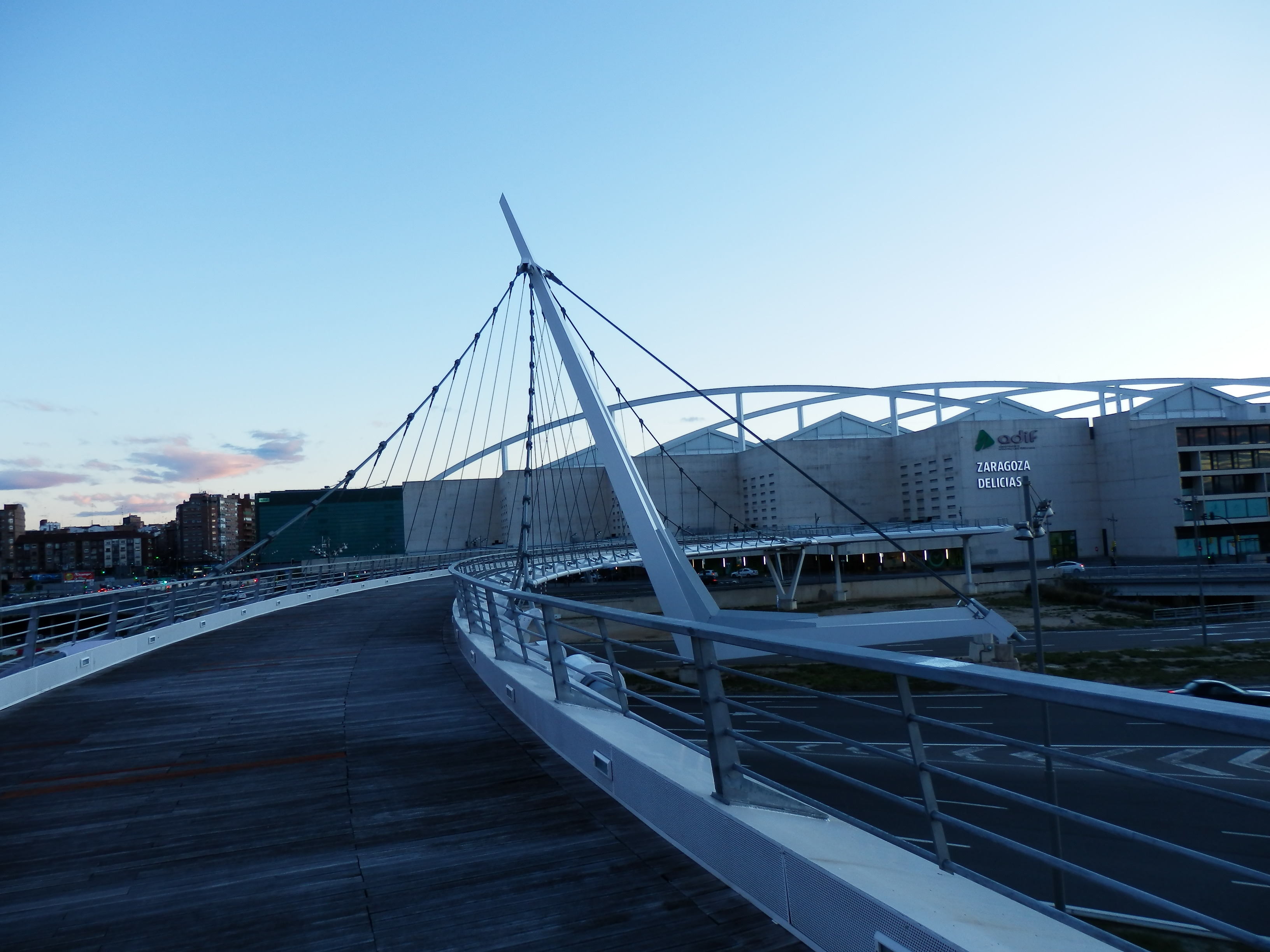
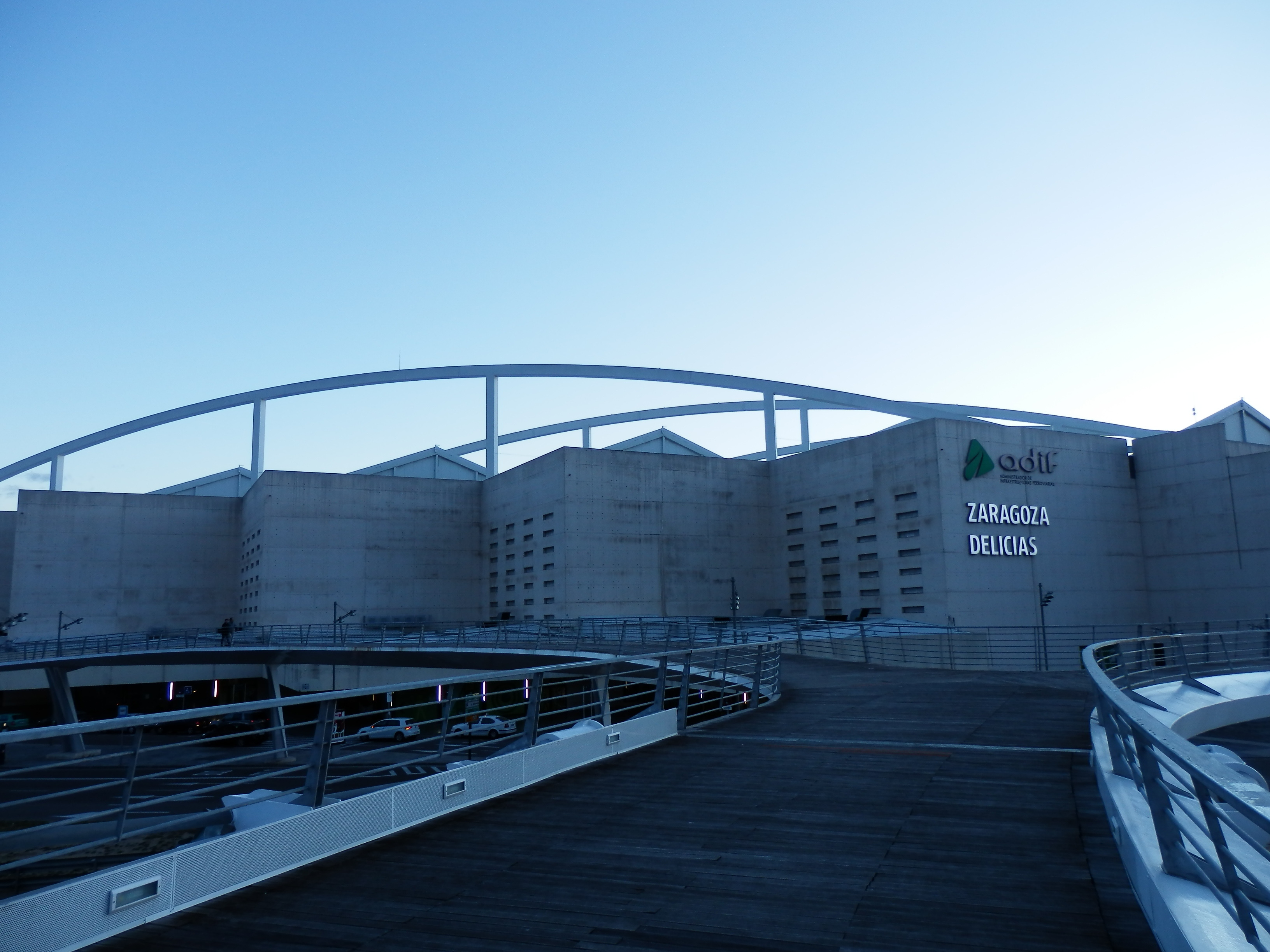
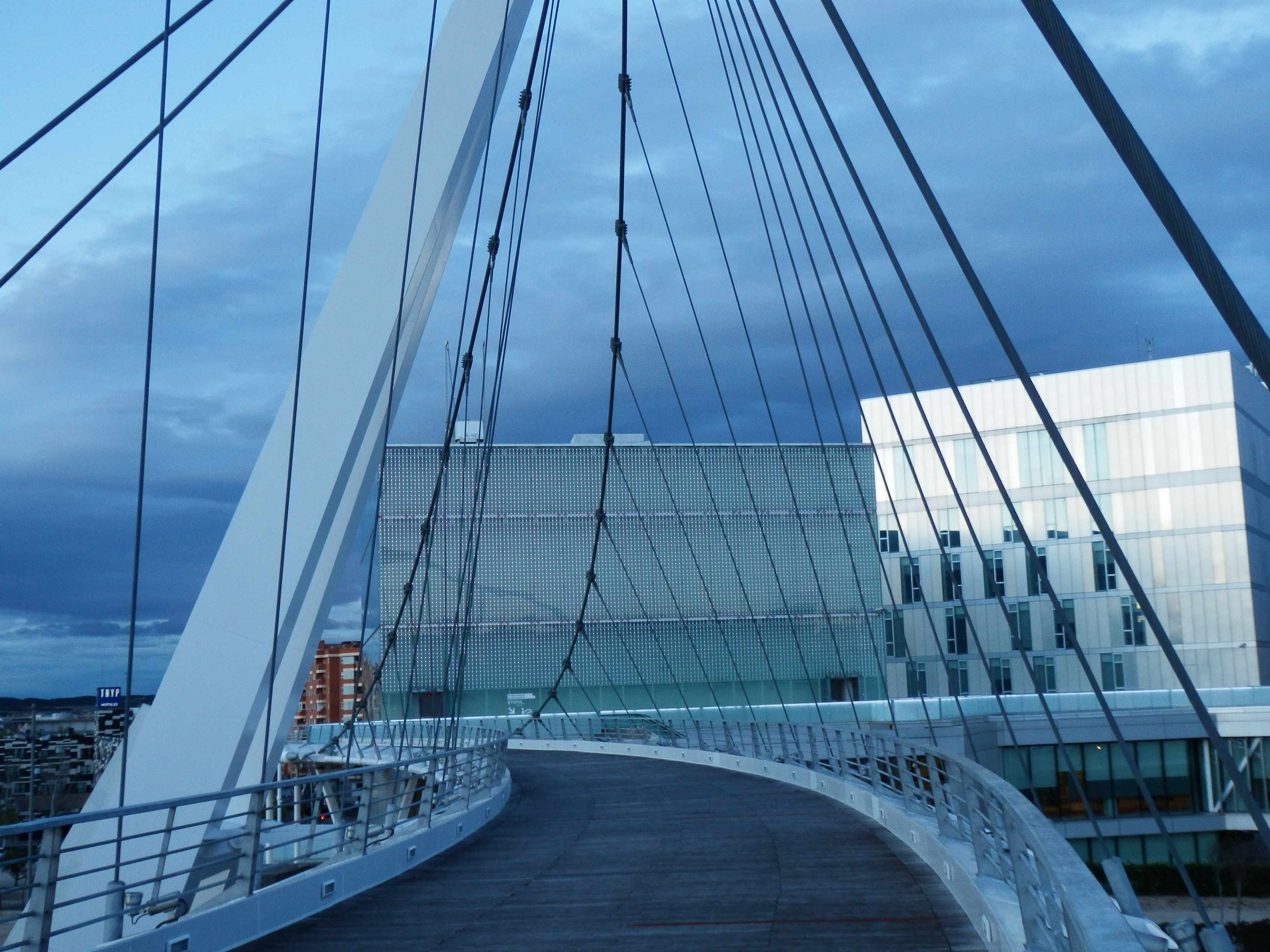

### Centro de salud Almozara
Construido en 2014 y operativo desde 2015, forma parte de los equipamientos para los vecinos de la Almozara.

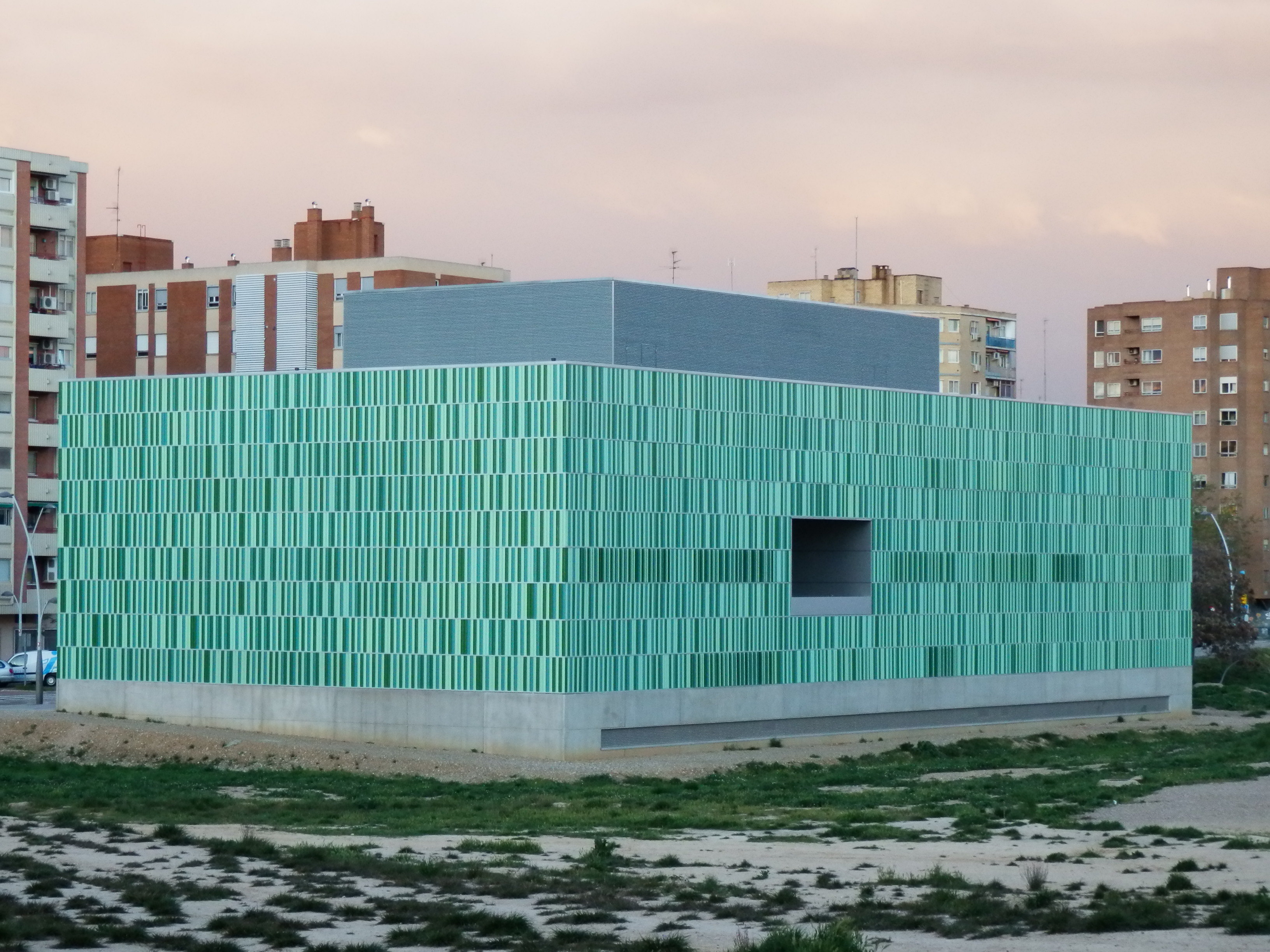

### Paseo del Agua
Forma una columna vertebral para los paseantes, ciclistas y medios de transporte alternativos. El paseo es amplio, con árboles resistentes, pavimentación diferenciada, carriles para bicicleta separados e iluminación digital en la calle y en el mobiliario, creando así un contorno vistoso. Un sistema de caminos secundarios conecta el paseo con la circulación local del barrio.

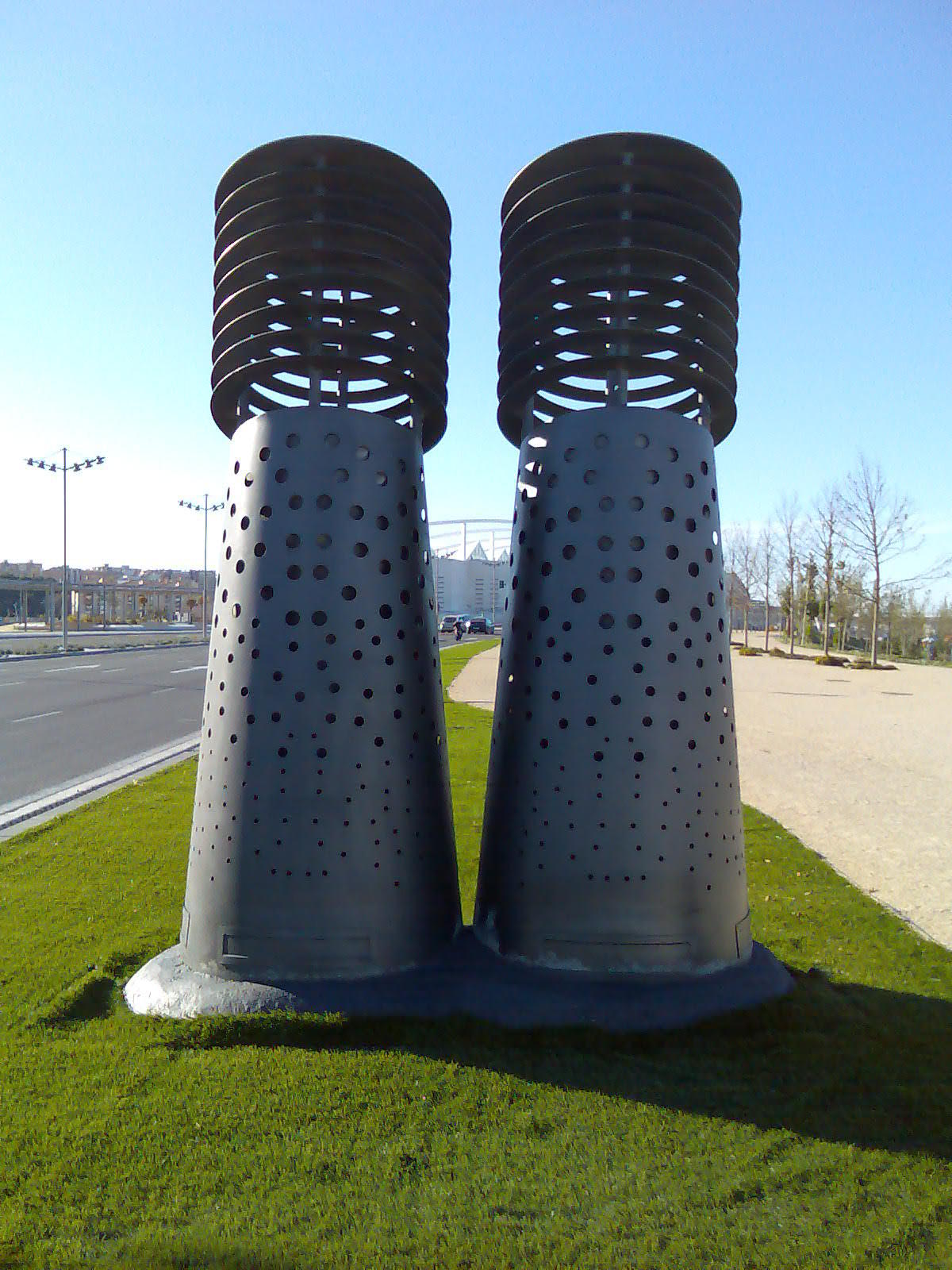
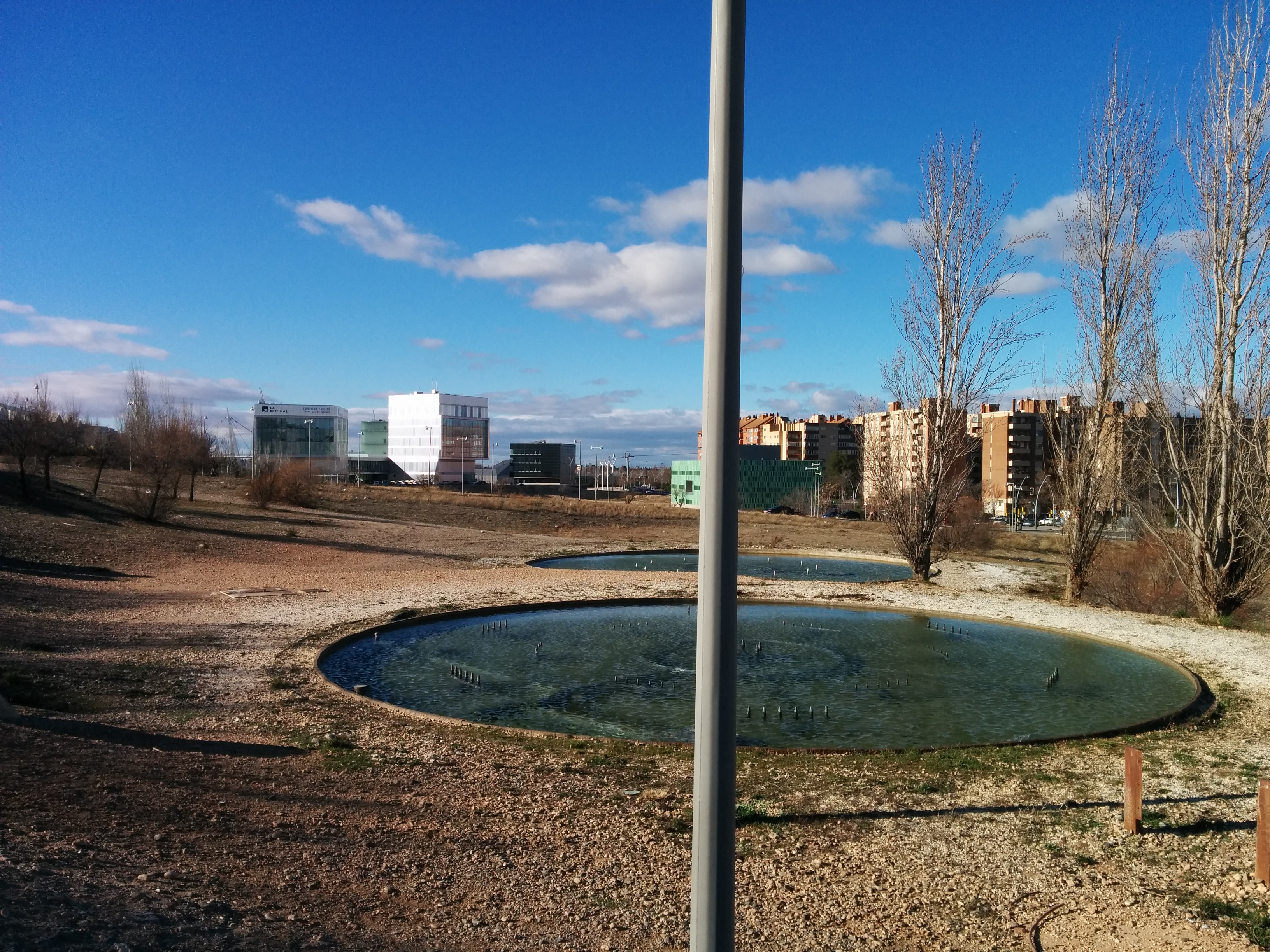
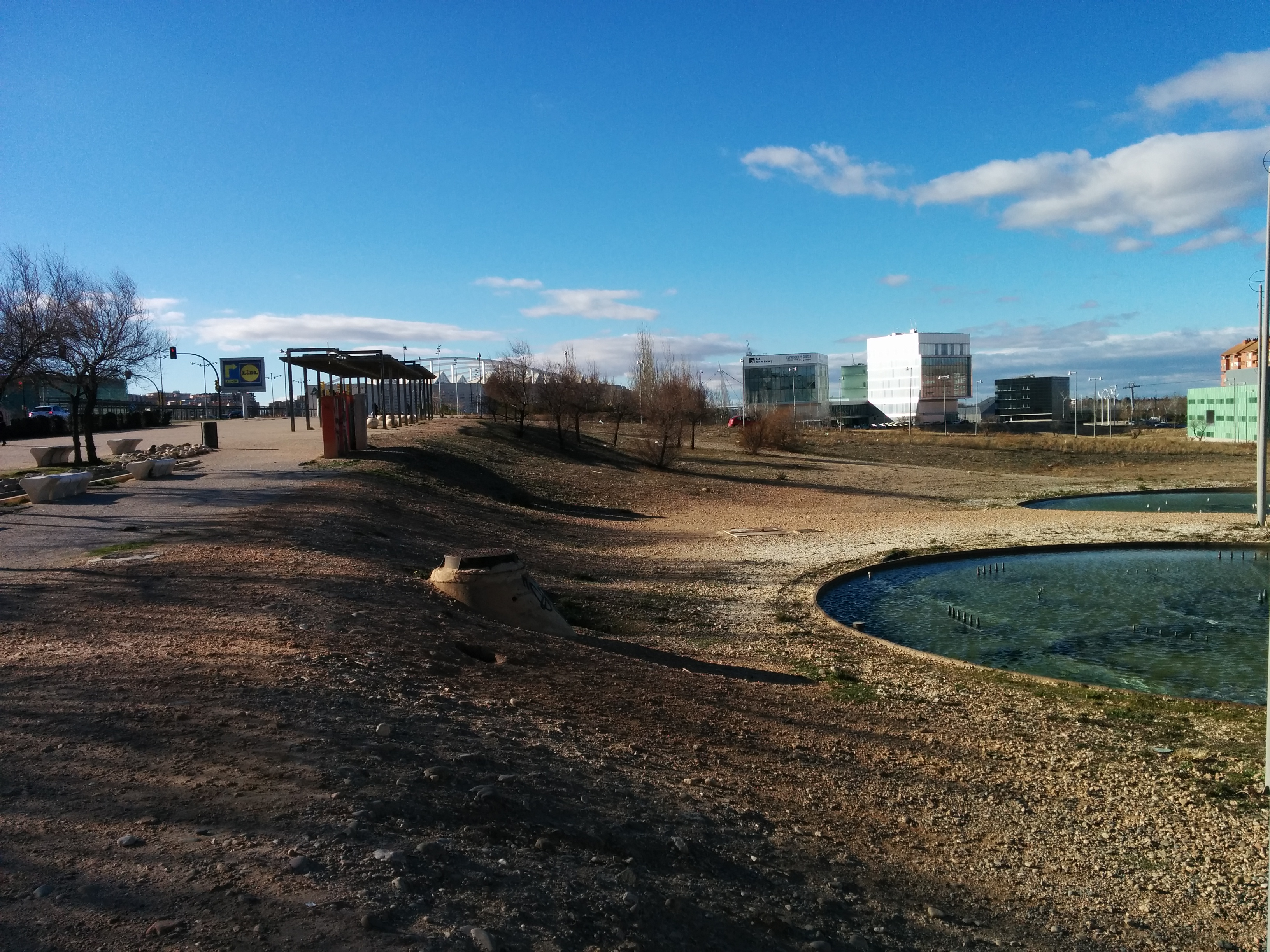
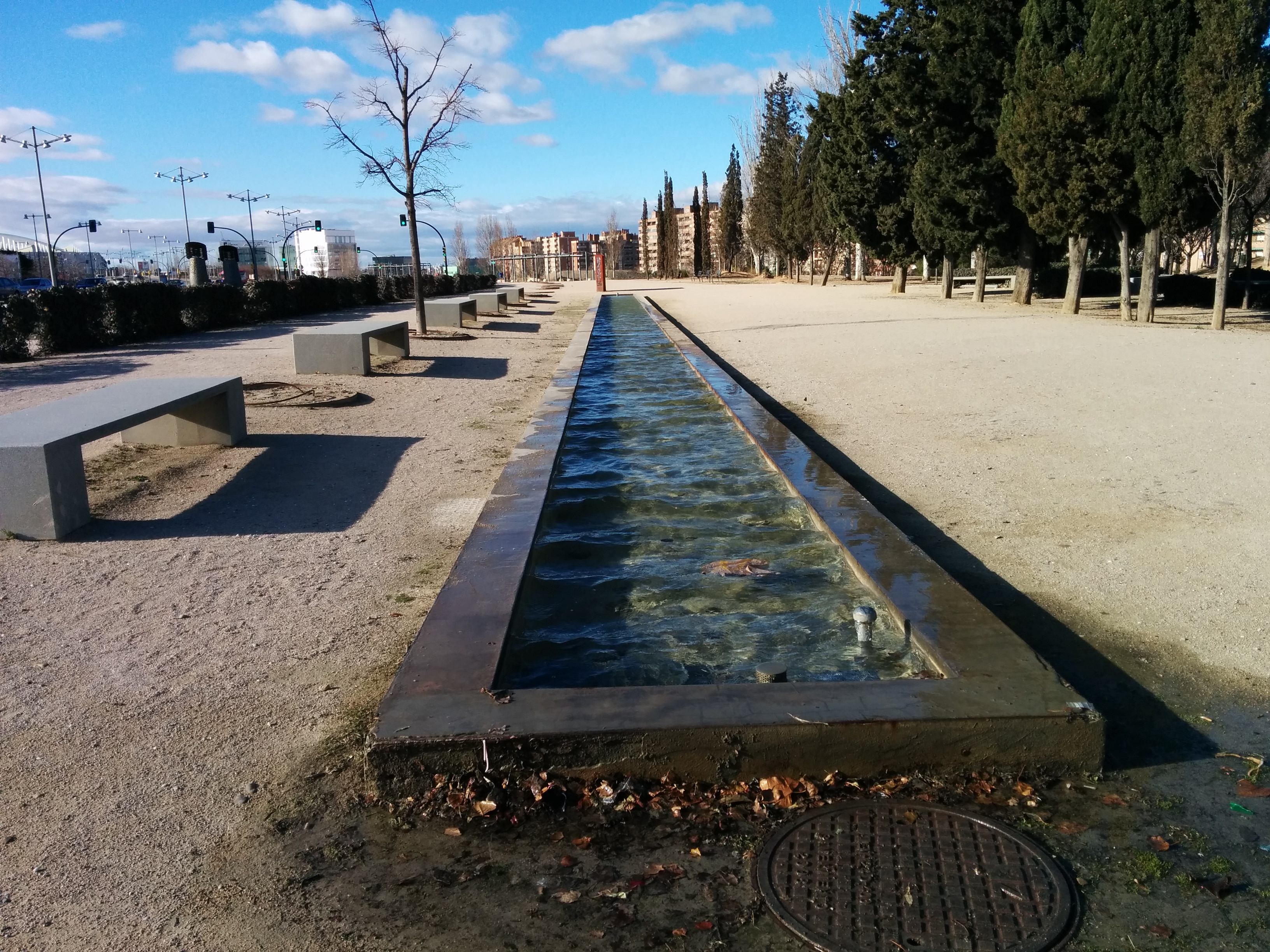

### CaixaForum Zaragoza
Es un centro cultural gestionado por La Caixa a través de su fundación como parte de la Obra Social de la entidad.
Está pensado para todos los públicos, con exposiciones principalmente temporales y ofrece una amplia oferta cultural, artística y educativa. Dispone de un auditorio para 252 personas, una sala de exposiciones de 435 metros cuadrados, una librería, una cafetería, un espacio educativo y una terraza-mirador.
El CaixaForum aspira a ser un contenedor de cultura porque alojará conferencias, seminarios, cine, música y teatro. Se configura así el concepto de centro cultural anglosajón. Todo convive y permite una gran variedad de públicos. El acceso a las salas de exposiciones es de pago. El resto del edificio se puede visitar gratis.

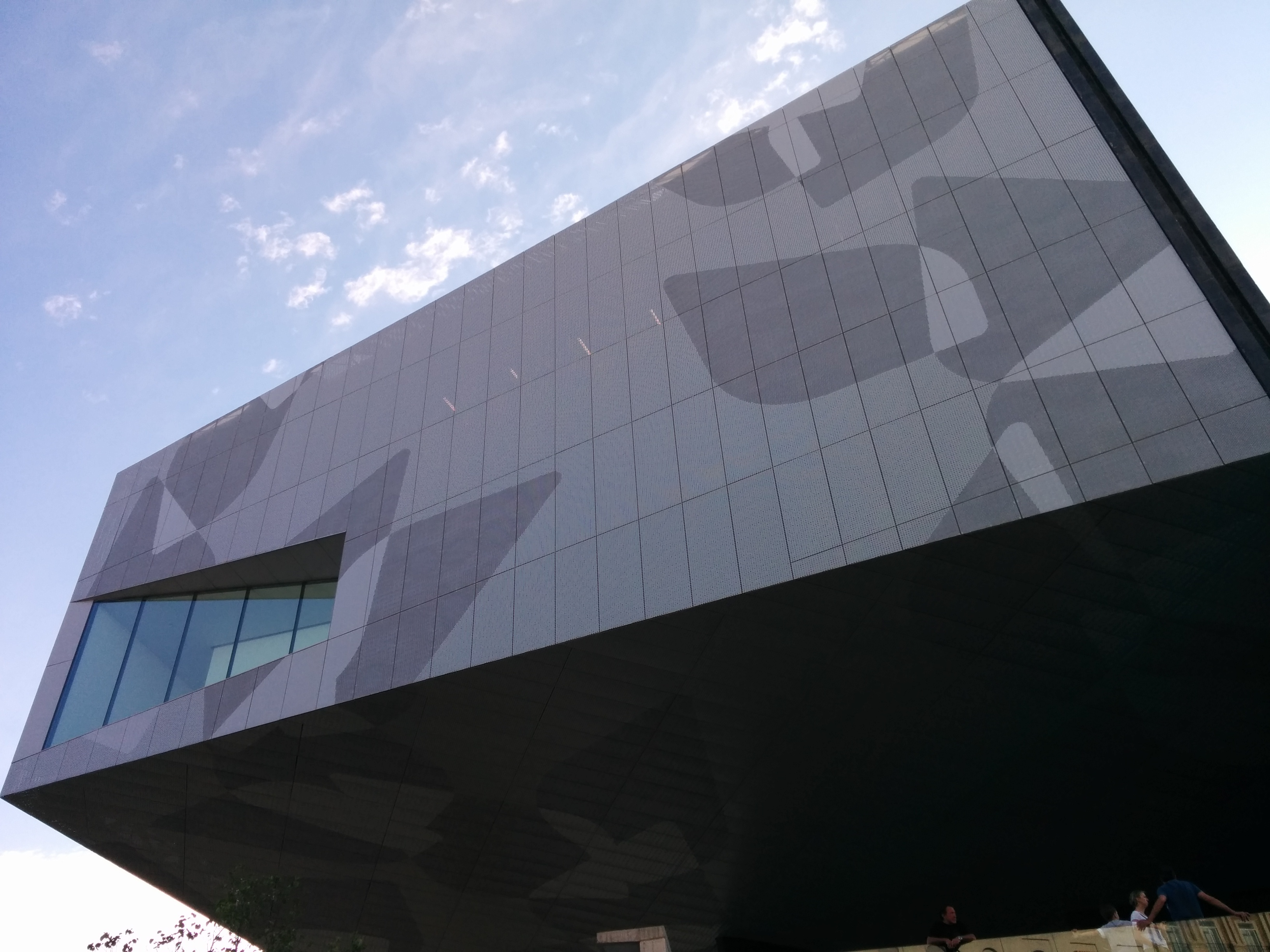
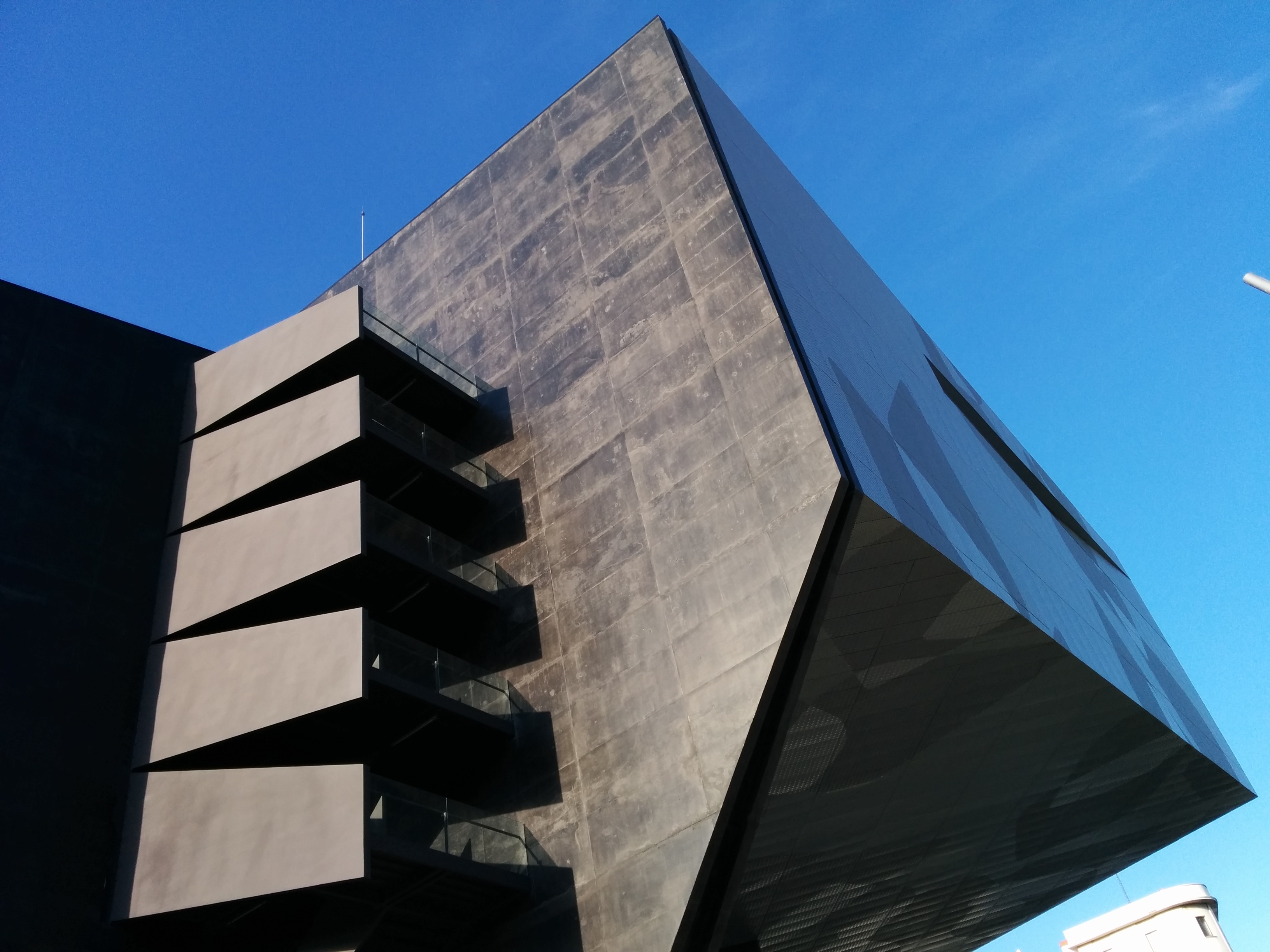
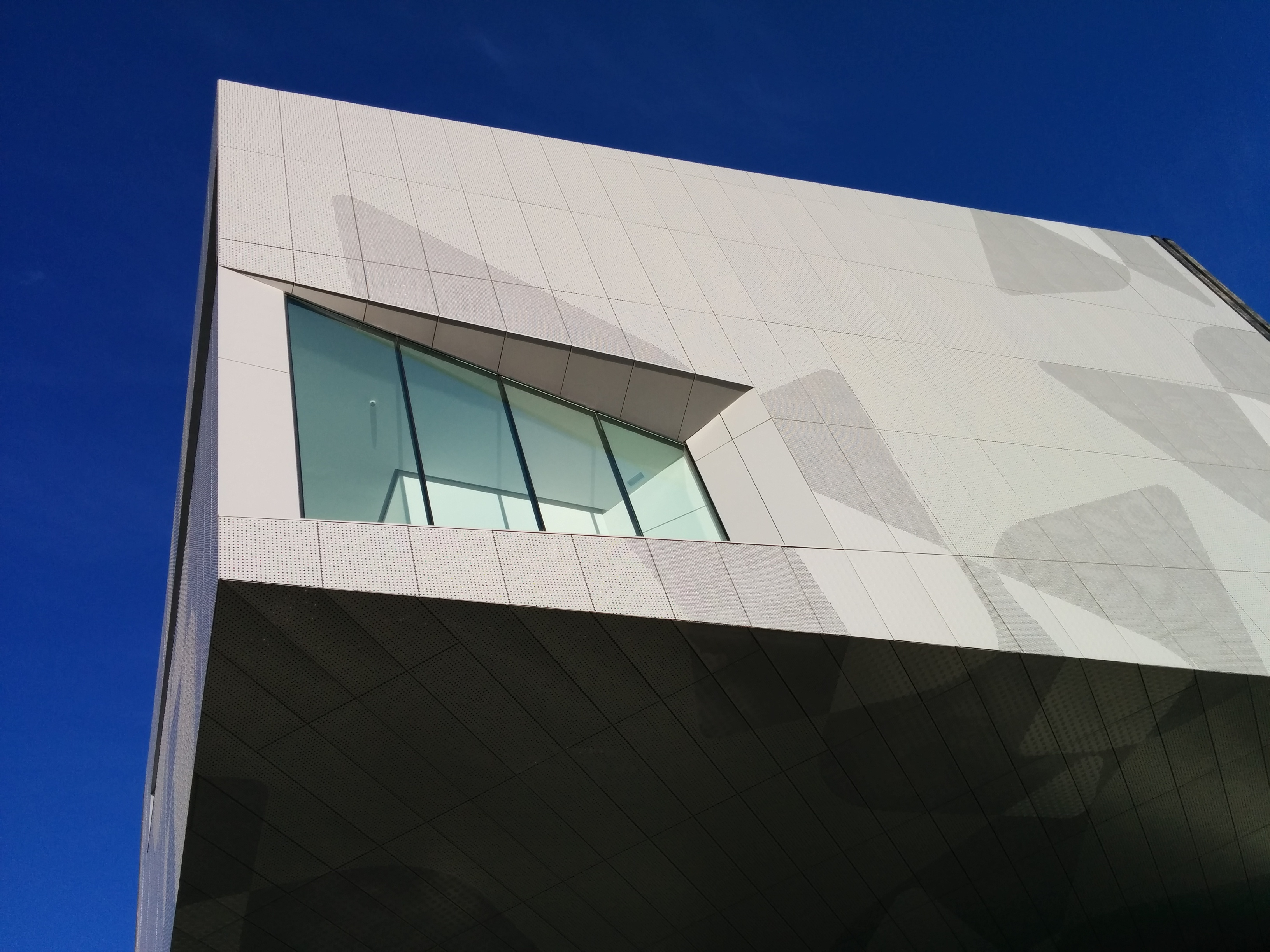
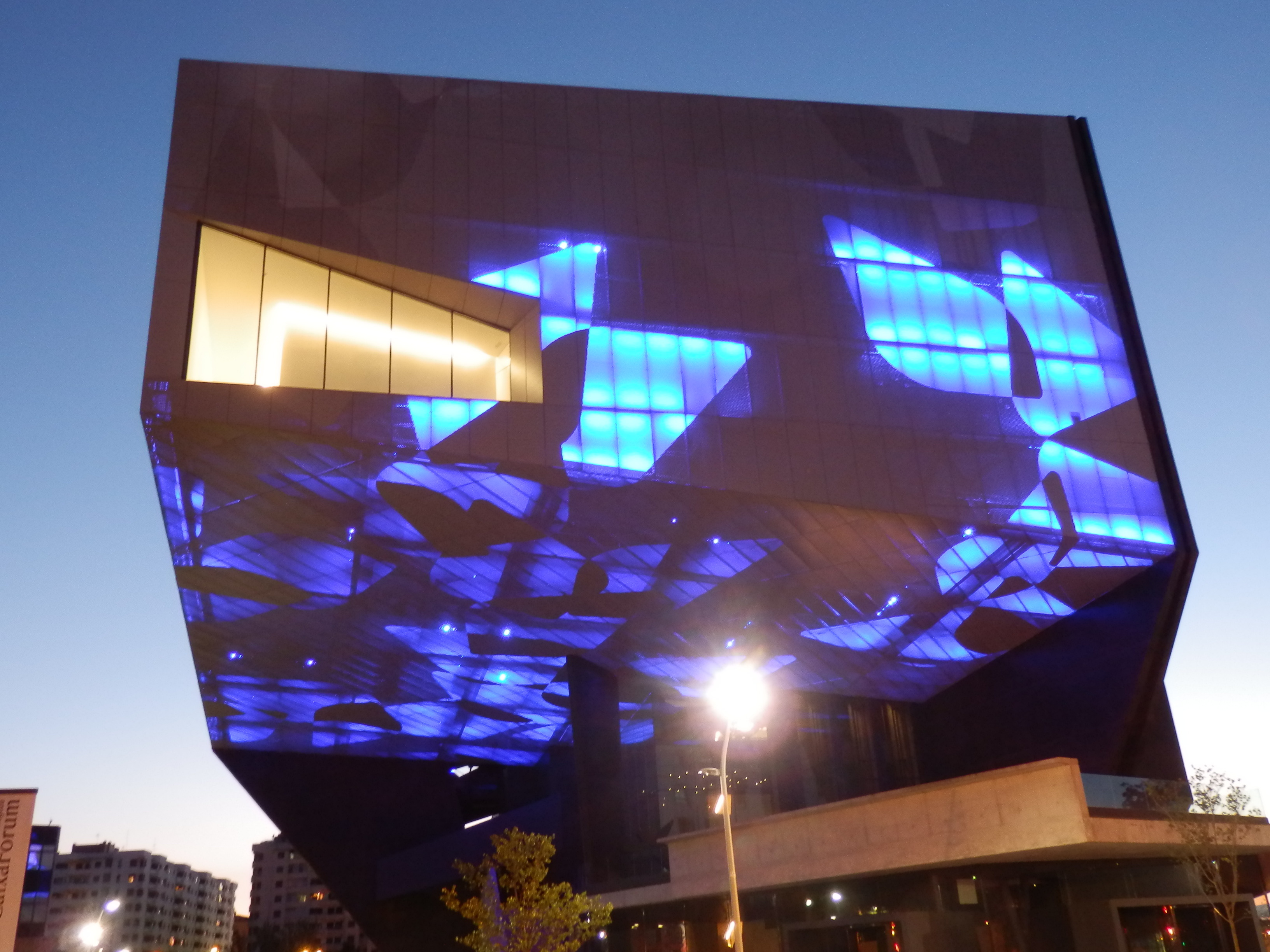

### Digital Water Pavilion
El DWP (Digital Water Pavilion o Pabellón Digital del Agua) es el primer edificio del espacio físico Milla Digital y está en uso desde 2008. Se trata de un edificio cuyas fachadas externas poseen cortinas de agua digitales. A través de una interfaz, el usuario puede crear secuencias interactivas en las cortinas, dibujando formas, letras, o patrones de escritura muy variados. La elevada interactividad con el usuario, y su enorme potencial para la expresión artística combinando agua, música y luz hacen del DWP un equipamiento singular.
Ha sido referenciada en numerosas publicaciones internacionales de primer nivel por su originalidad, entre ellas la revista TIME (mejor invento arquitectónico en 2007). Fue uno de los pabellones más visitados durante la Expo 2008.

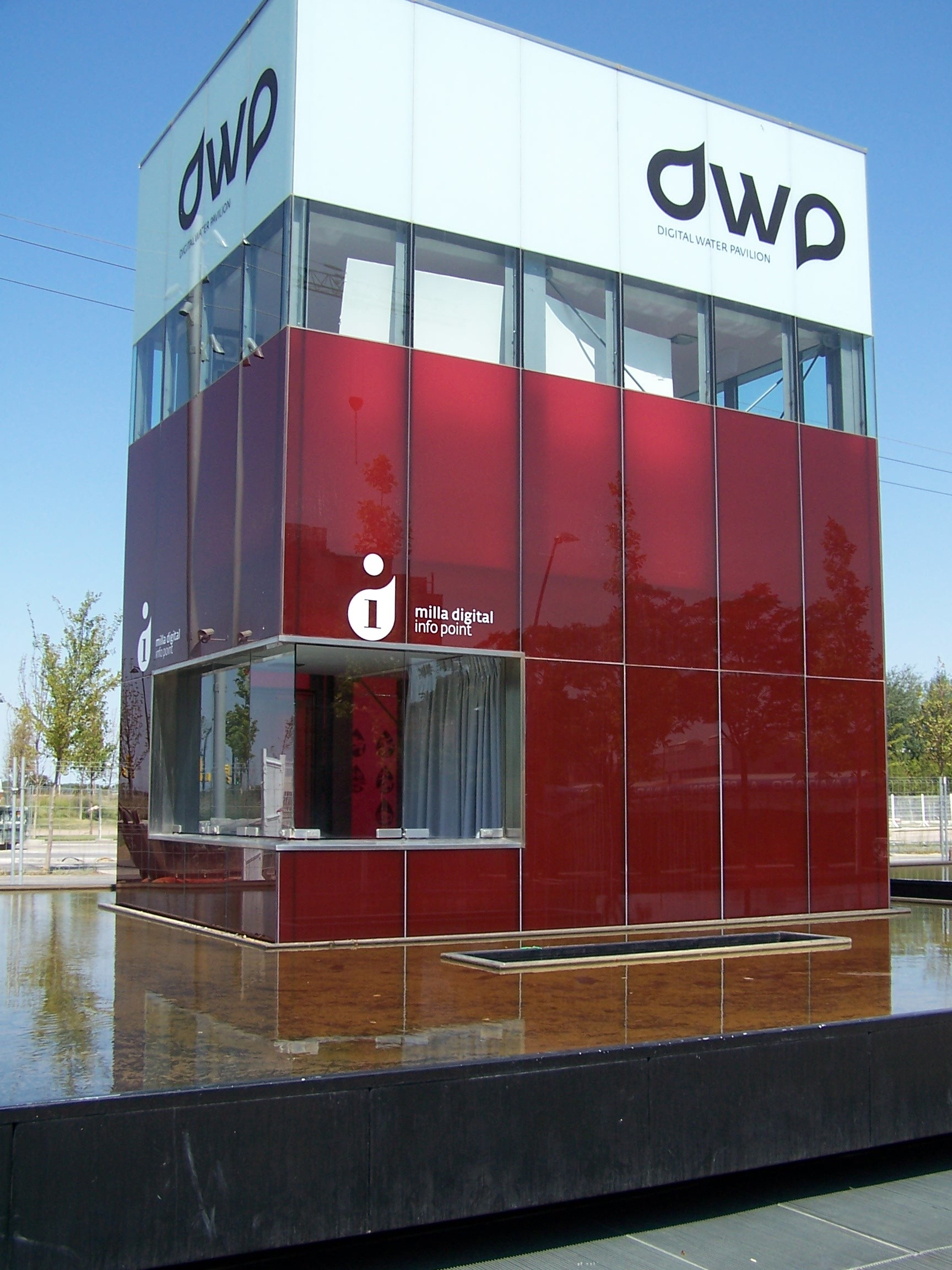
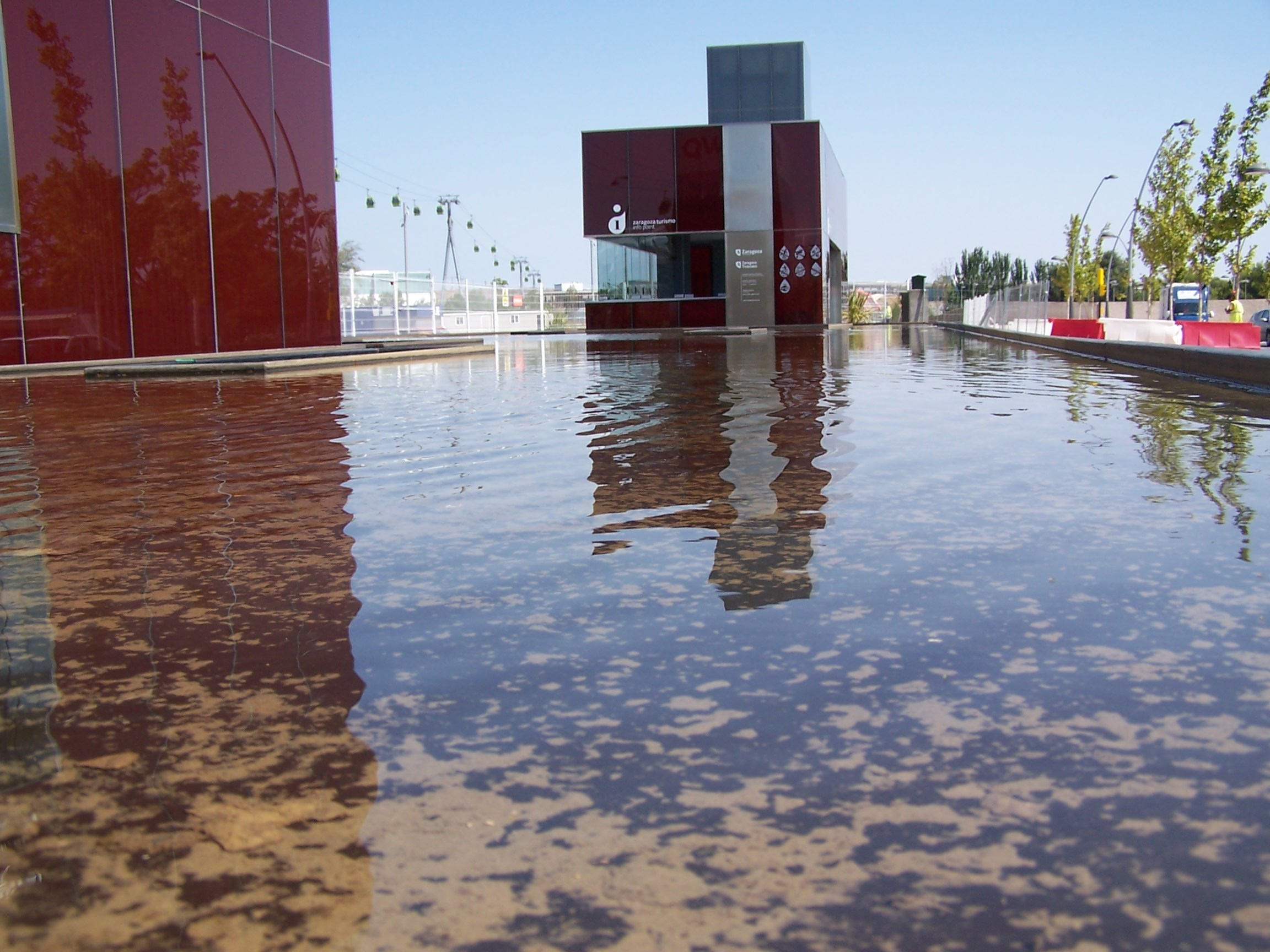
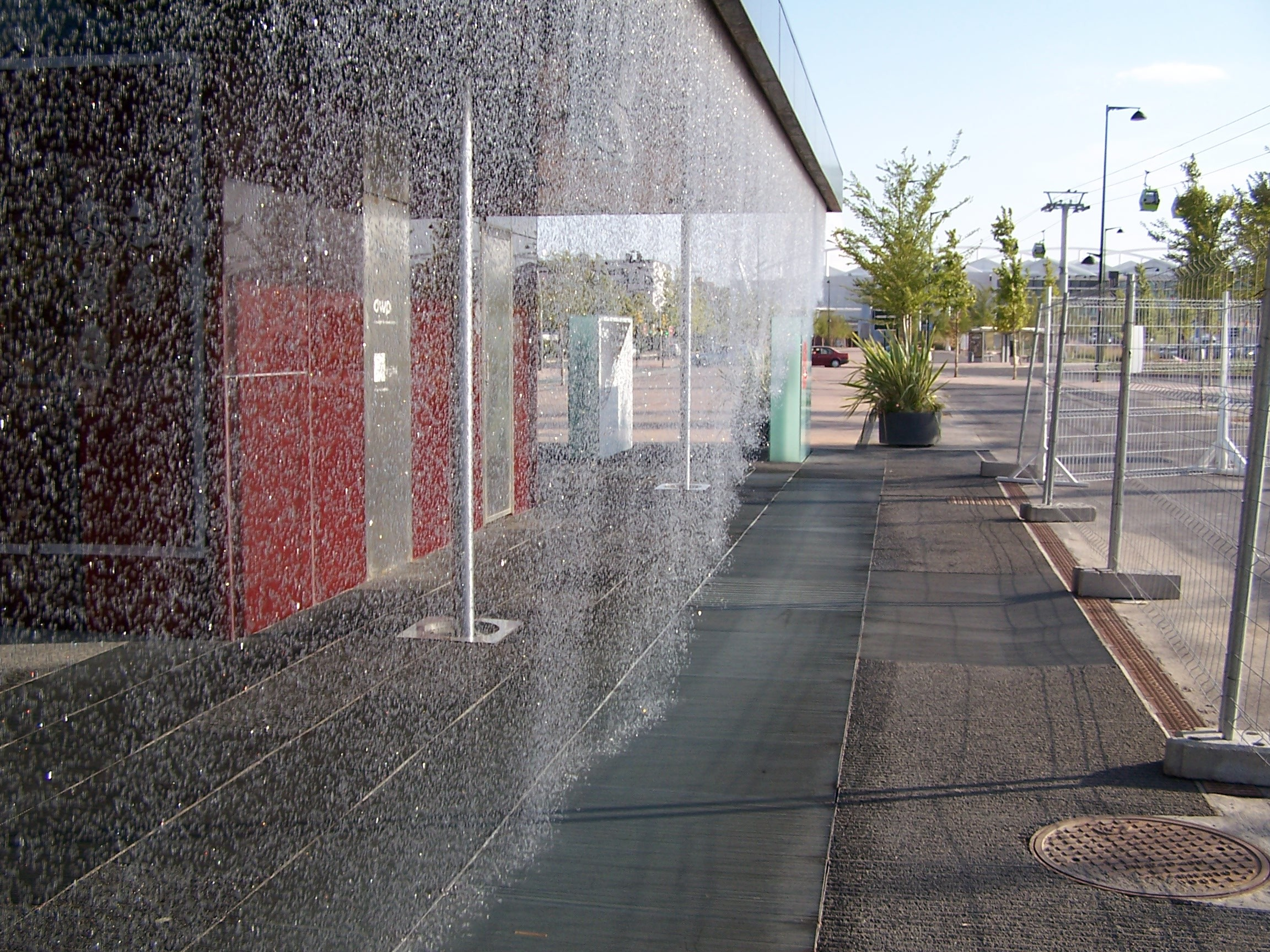
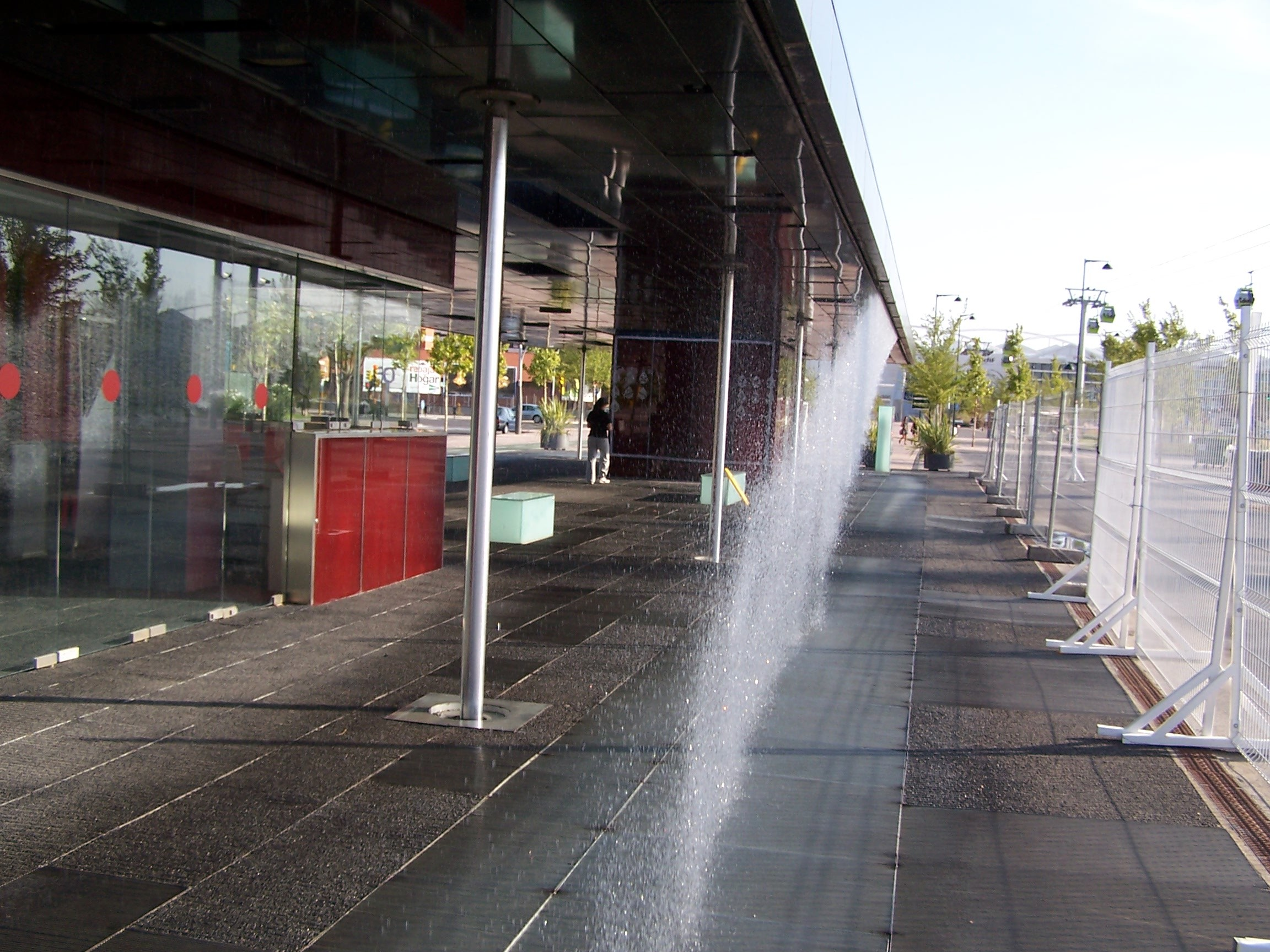

### Centro Cívico Delicias
El Mercado de Pescados fue construido en 1963 y posteriormente se convirtió en Centro Cívico Delicias. De 2009 hasta diciembre de 2012 permaneció cerrado para ejecutar las obras de remodelación de sus instalaciones que costaron 10 millones de euros. Ampliaron el espacio ciudadano mediante la construcción de la Torre Delicias de ocho plantas y la integración del antiguo mercado de pescados y mariscos como equipamiento de uso ciudadano.
El espacio denominado Zona Mixta Milla Digital, ubicado en las plantas inferiores de la Torre Delicias, actúa como un lugar de encuentro físico entre las personas y entidades que llevan a cabo los programas de innovación y emprendimiento del Ayuntamiento y de la ciudadanía.
El Centro de Convivencia para Mayores cuenta con 2500 socios que participan y disfrutan de los diferentes servicios que se ofertan, como los permanentes de información y orientación, lectura y prensa, sala de estar y TV y sala de juegos.
La Casa de Juventud de Delicias es un espacio para el ocio y tiempo libre que el Servicio de Voluntariado y Juventud del Ayuntamiento de Zaragoza pone a disposición de los jóvenes.
El Centro Municipal de Tiempo Libre Musaraña es un lugar diseñado para el ocio de niños y niñas entre 6 y 14 años.
La sala de conciertos La Rotonda programa hasta 20 conciertos al año.
|                |
| Torre Delicias |

|                |
| Torre Delicias |

|                |
| Torre Delicias |

|                |
| Torre Delicias |